# Société Céramique
De Société Céramique (Maastrichts: de Zjèrremik) was een aardewerkfabriek in de Nederlandse stad Maastricht, die van 1863 tot 1958 zelfstandig opereerde en daarna nog enkele decennia als onderdeel van N.V. Sphinx-Céramique en N.V. Koninklijke Sphinx. De naam van het bedrijf leeft voort in de naam van de wijk Céramique, die na de sloop van de meeste fabrieksgebouwen op het 23 hectare grote industrieterrein verrees. Ook de Avenue Céramique, de hoofdstraat van de wijk, en het Centre Céramique, dat een collectie Maastrichts aardewerk herbergt, herinneren aan het bedrijf.

## Geschiedenis
De geschiedenis van de Société Céramique was lange tijd in het duister gehuld doordat het bedrijfsarchief niet openbaar toegankelijk was. In 2006 kwam daar verandering in door de publicatie van de inventarisatie van het archief, dat ondergebracht is bij het Sociaal Historisch Centrum voor Limburg (SHCL).

### Voorlopers (1851-1863)
Het bedrijf was in feite de voortzetting van de in 1851 gestichte aardewerkfabriek Clermont & Chainaye, opgericht door Wijnand Nicolaas Clermont (1802-1879) en Charles Hubert Joseph Chainaye (1818-na 1866), samen met de vader van die laatste, Jérôme François Chainaye. Laatstgenoemde was alleen als financier bij de oprichting van de aardewerkfabriek betrokken. Verder is over de Chainayes weinig bekend. Wijnand Clermont was gehuwd met Adèle Elisabeth Chainaye, een zus van Charles. Clermont was een ervaren ondernemer. Samen met de bierbrouwer Nicolaas Antoon Bosch stichtte hij in 1835 een zoutziederij en zeepfabriek, die gevestigd was in en achter de Poort van Beusdael (hoek Hoogbrugstraat-Ruiterij). Met Petrus (I) Regout richtte hij in 1842 een geweerfabriek op aan de Boschstraat, die echter geen succes werd en mogelijk ook door onderlinge wrijving ten onder ging.

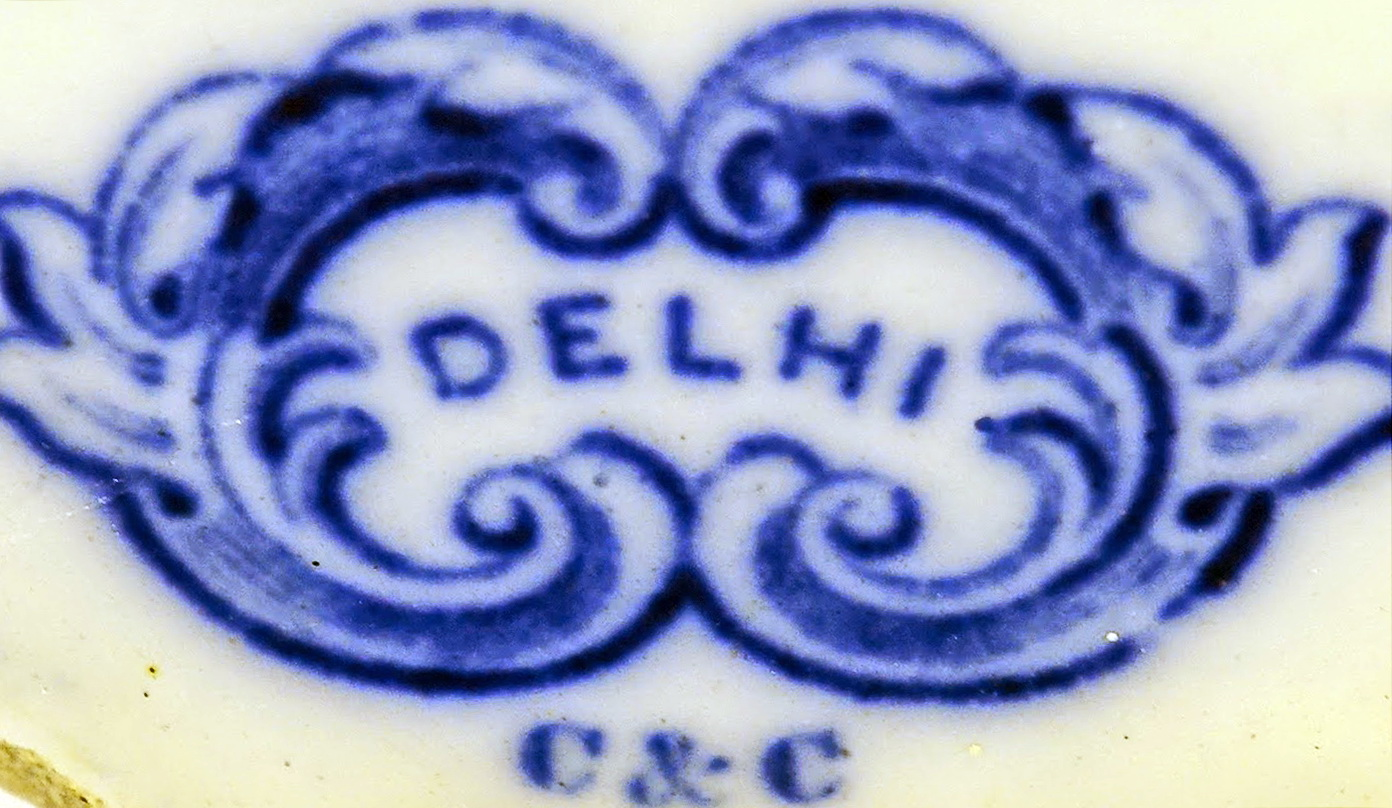
Beeldmerk van Clermont & Chainaye (C&C). "Delhi" is de naam van het decor

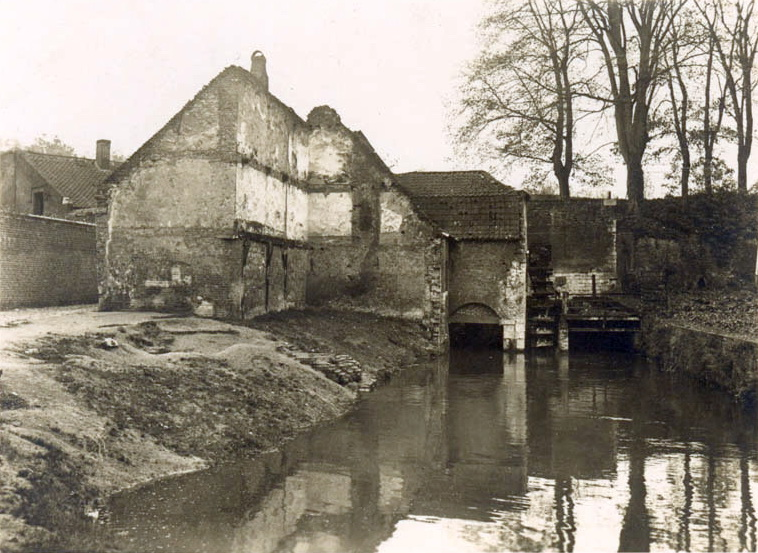
Bovenste Weyermolen, ca. 1935. De watermolen was van 1853 tot 1935 in gebruik door de Société Céramique en voorgangers

Waarschijnlijk waren Wijnand Clermont en Charles Chainaye geïnspireerd door het succes van de Maastrichtse pionier Petrus ("Pie") Regout (1801-1878), die vanaf 1834 in kort tijd een bloeiend industrieel imperium had opgebouwd. Clermont en Chainaye zouden zich ontpoppen als geduchte concurrenten van Regout. In 1850 dienden ze een aanvraag in bij Gedeputeerde Staten van Limburg om een aardewerkfabriek te beginnen op een terrein in het zuidwestelijk deel van Wyck, vlak bij de Maas en grenzend aan de zout- en zeepziederij van Bosch & Clermont. Tegenwoordig liggen hier de Ruiterij en het westelijk deel van Plein 1992. Omdat Maastricht nog een vestingstad was, moest vergunning worden aangevraagd om via een poterne in de stadsmuur grondstoffen te kunnen aanvoeren en producten te kunnen afvoeren per schip. Een jaar na de oprichting had de fabriek al honderd arbeiders in dienst. Ze lokten daarbij de beste arbeiders bij Regout weg (wat Regout zelf in Wallonië had gedaan), wat tot een rechtszaak leidde en Regout noopte zijn geschoolde arbeiders te verplichten een contract te tekenen. De productie bestond voornamelijk uit transferware, serviesgoed met naar Engels voorbeeld gekopieerde tranferpatronen. Dat ze niet de enige navolgers van Regout waren blijkt uit het feit dat twee jaar later ook Nicolaas Bosch, Clermonts andere zakencompagnon, een eigen aardewerkfabriek begon aan de Wycker Grachtstraat.
Aanvankelijk werden de 'Hoge Barakken', een van de stad Maastricht overgenomen voormalig kazernecomplex, ingericht als productiegebouwen. In 1853 werd de watermolen De Reek aangekocht, ook wel Bovenste Weyermolen genoemd, oorspronkelijk een graanmolen, gelegen in de Heksenhoek in het Jekerkwartier. Hier stonden acht kuipen voor de glazuurbereiding opgesteld. De grondstoffen werden na bereiding met paard en wagen over de Sint Servaasbrug naar de fabriek in Wyck gereden. De molen zou tot 1935 in gebruik blijven als glazuur- en vernismolen van de Société Céramique.
De fabriek van Clermont & Chainaye kwam, na een redelijk succesvolle start, nooit tot grote bloei. Het bedrijf bleek te conjunctuurgevoelig en de kwaliteit van de producten liet te wensen over. Na de recessie van 1857 balanceerde het op de rand van een faillissement. Bij notariële akte van 28 maart 1859 werd het bedrijf omgezet in een commanditaire vennootschap (cv). De cv droeg de lange naam Société pour la fabrication des faiences en produits céramiques de toute espèce sous la raison sociale Guillaume Lambert & Cie, of kortweg Guillaume Lambert & Cie, en was genoemd naar de nieuwe directeur, de Belgische mijningenieur Guillaume Lambert (1818-1909). Het kapitaal bedroeg 236.250 gulden, verdeeld in duizend aandelen, waarvan Clermont en Chainaye gezamenlijk de helft kregen. De andere helft kwam in handen van vier Belgische investeerders: François-Philippe de Haussy, oud-directeur van de Société Générale, Louis Troye, gouverneur van Henegouwen, de Luikenaar Gustave Dumont en de Brusselaar B. Lyon. Na een voortvarende start liep ook deze onderneming al snel tegen allerlei problemen aan. Zo bleek een groot deel van de oude voorraden van inferieure kwaliteit, waardoor deze tegen sterk gereduceerde prijzen moest worden verkocht. De verliezen liepen op van 13.000 francs in 1859 tot ruim 50.000 francs in 1862, waardoor een faillissement onafwendbaar leek.

### Periode Jaunez (1863-1913)

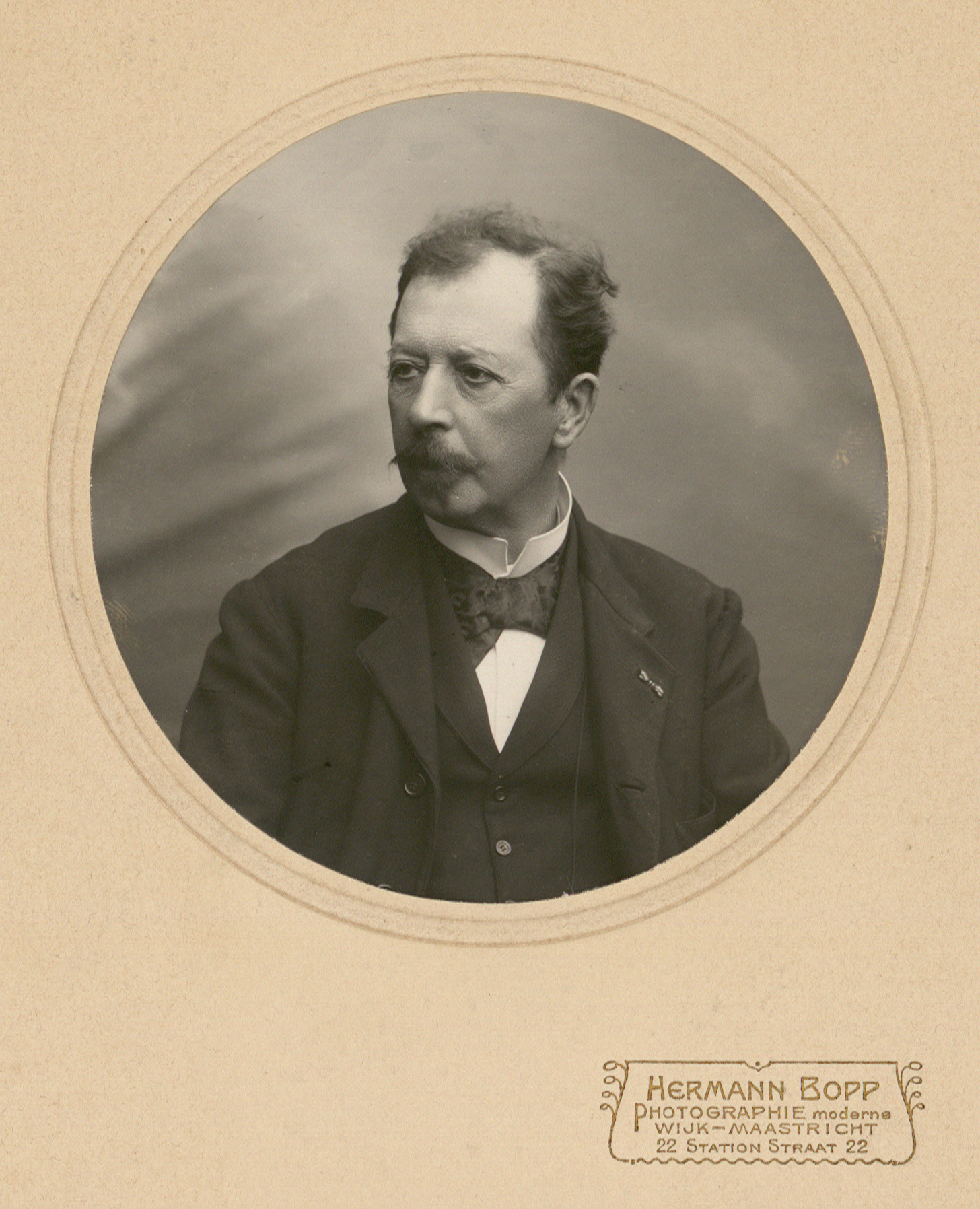
Portretfoto Victor Jaunez, door de Oostenrijkse, in Wyck-Maastricht gevestigde fotograaf Hermann Bopp, na 1900

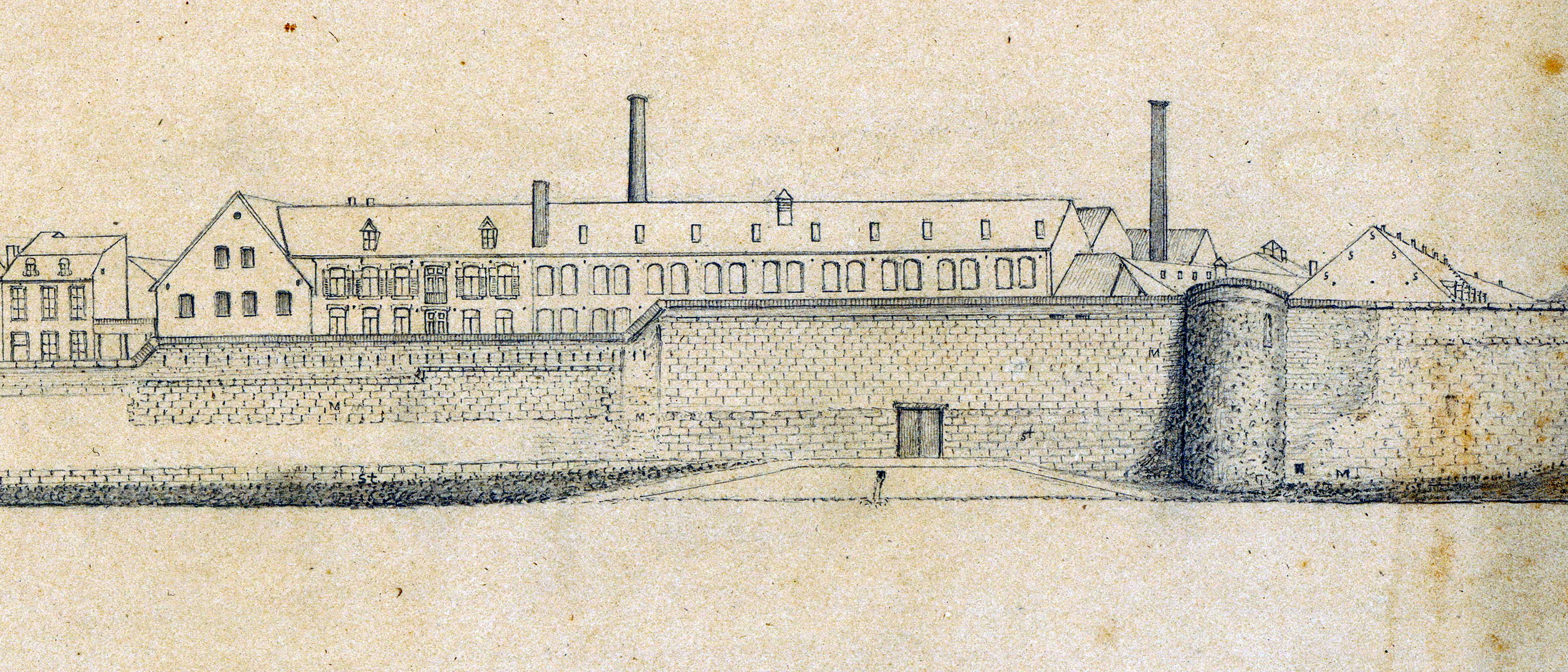
Gezicht op de Stenenwal in Wyck met het fabriekscomplex van de Société Céramique (of een voorganger) en het 'poortje van Clermont' met loskade (J. Brabant, voor 1867)

Een buitengewone vergadering van de aandeelhouders besloot begin 1863 tot omzetting van de cv in een naamloze vennootschap (nv), bekrachtigd in een koninklijk besluit van 2 april 1863. Het nieuwe bedrijf kreeg de naam N.V. Société Céramique. Vier nieuwe aandeelhouders traden toe, merendeels familieleden van de oorspronkelijke groep: Charles Gilliot, Edouard de Haussy (zoon van de eerder genoemde François de Haussy), Arthur en Jérôme Clermont (zonen van Wijnand Clermont) en Arthur de Cartier de Marchiennes (schoonzoon van Louis Troye). François de Haussy werd voorzitter (président) van de raad van bestuur, waarin verder de aandeelhouders W. Clermont, B. Lyon, G. Dumont en L. Troye zitting hadden. Guillaume Lambert, die een uitstekend ingenieur was, maar minder geschikt bleek als bedrijfsleider, werd op een zijspoor gezet en vertrok na enkele maanden. Als nieuwe directeur werd aangesteld de uit het Duitse Saarland afkomstige Victor Jaunez (1839-1916), die de eerste twee jaar door zijn vader Auguste Jaunez werd ingewerkt en daarna bijna vijftig jaar een stempel op het bedrijf drukte.
De eerste jaren verliepen nog moeizaam. De verliezen waren in 1865 opgelopen tot 160.000 francs. Een aandelenemissie gaf ruimte voor investeringen in het verouderde machinepark. In 1867 werd graaf Henri de Meeûs aangesteld als administrateur. Deze wist, samen met De Haussy, een lening van 300.000 francs los te krijgen bij de Luikse bank Crédit Général. In 1869 overleed De Haussy en volgde De Meeûs hem op als 'president'. Toen de afzet in het midden van de jaren 1870 stagneerde als gevolg van de Grote Depressie, drong de bank aan op aflossing van de schulden. Er volgde een nieuwe aandelenemissie, waarna het bedrijf vrijwel geheel in handen was van de families De Meeûs, De Haussy, Dewandre, Gilliot en hun erven. De Société Céramique groeide dankzij deze kapitaalinjecties en de vasthoudendheid van de directie uit tot een krachtige onderneming. Het aantal arbeiders steeg van 229 in 1866 tot 764 in 1887. De meeste arbeiders werkten elf uur per dag; in de winter een half uur korter. De toenemende productie en afzet manifesteerden zich in een groeiend balanstotaal en forse winsten. In 1891 vermeldde de directie met trots dat de onderneming schuldenvrij was. De winst liep op van 42.000 francs in 1878 tot 750.000 francs in 1911.
Na het opheffen van de vestingstatus van Maastricht in 1867, wist de directie, ondanks de precaire financiële situatie, een groot areaal aan voormalige vestingterreinen te verwerven in de directe omgeving van de fabriek. De 'Hoge Barakken' werden gesloopt en op de fundamenten verrezen nieuwe ovens, een decoratelier en de nog bestaande Biscuithal. Van de aanpalende gemeente Heer werd een terrein gekocht waar men voor eigen behoefte bakstenen produceerde. De directie onderhandelde met Staatsspoorwegen over een raccordement, een aansluiting op het spoorwegnet. Voor de aanvoer van de grondstof veldspaat exploiteerde het bedrijf een groeve in Nijvel.
In 1907 werd de eerste tunneloven gebouwd. In 1910 ging men over op elektrificatie, waartoe een honderdtal elektromotoren werd geplaatst. De fabrieksingang lag in het begin van de twintigste eeuw aan de Hoge Barakken, destijds een straatje van slechts enkele tientallen meters lang. Op de hoek van de Hoge Barakken en de Hoogbrugstraat lag het café "Céramique". Langs de Maas bouwde directeur Jaunez de nog bestaande 'villa' (in feite een herenhuis). De naastgelegen oudere directeurswoning is omstreeks 1990 gesloopt. Hierin waren kantoren voor beambten ondergebracht. Eveneens gesloopt is de imposante villa van commercieel directeur J.H. Defesche, gelegen in de as van de Wilhelminasingel. De villa in chaletstijl was versierd met tegeltableaus uit de eigen fabriek, mogelijk ontworpen door de plateelschilder Henri Breetvelt (1864-1923), die van 1902 tot 1906 (1909?) voor de Société Céramique werkte. Breetveld decoreerde onder andere siervazen met motieven naar Hollandse meesters of schilders van de Haagse School.

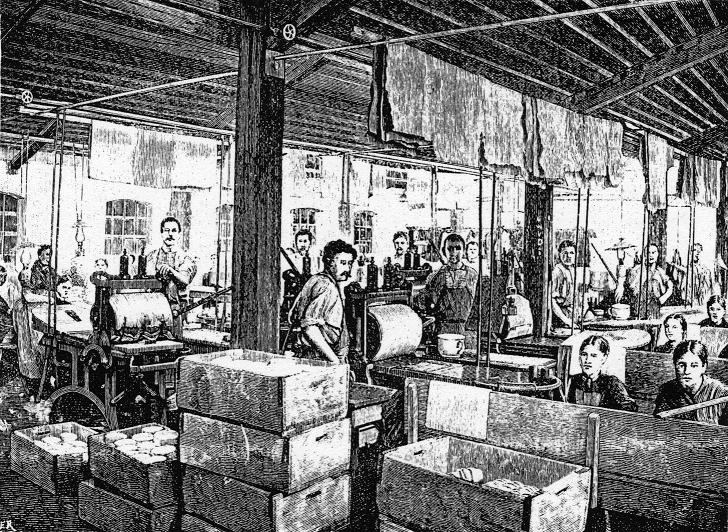
Drukdecorafdeling, 1887 (in: Eigen Haard)
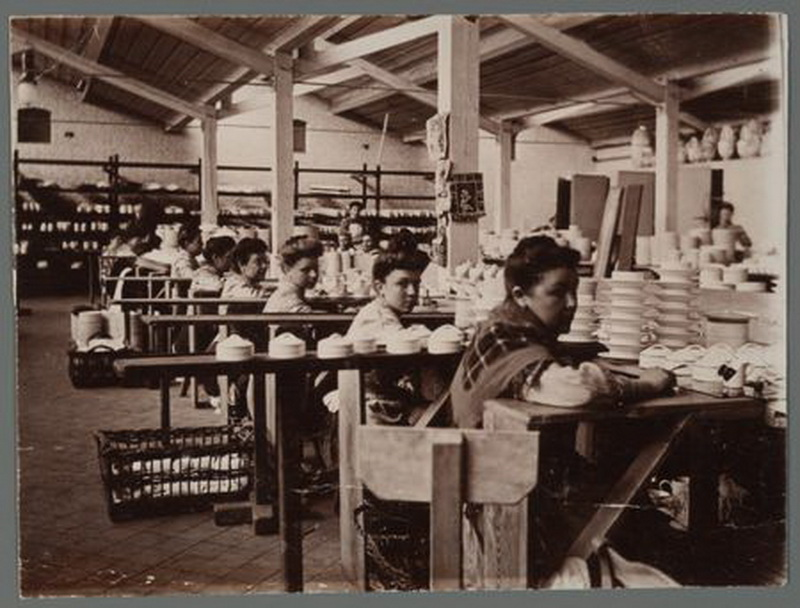
Vrouwelijke werknemers op de decoratieafdeling, ca. 1900
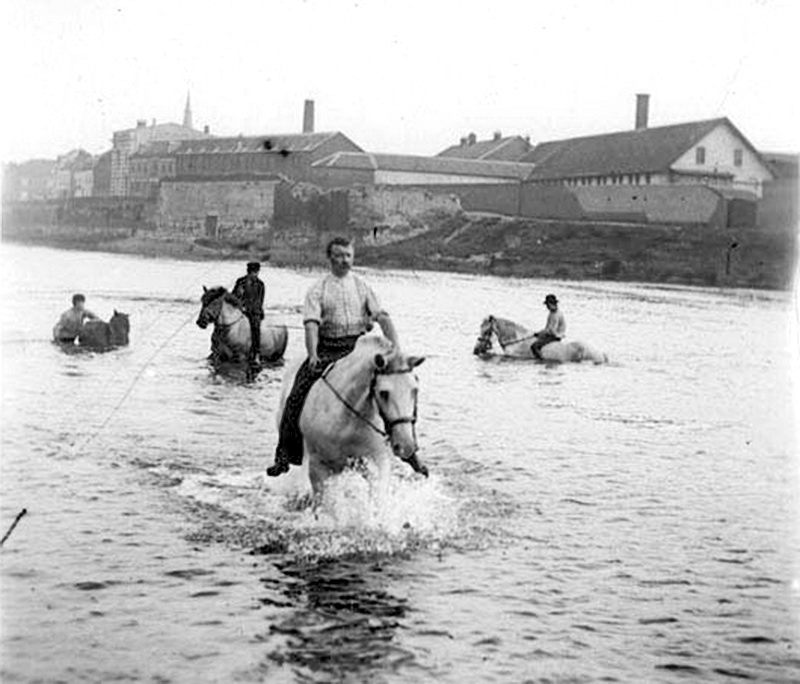
Wassen van (werk)paarden in de Maas, 1905
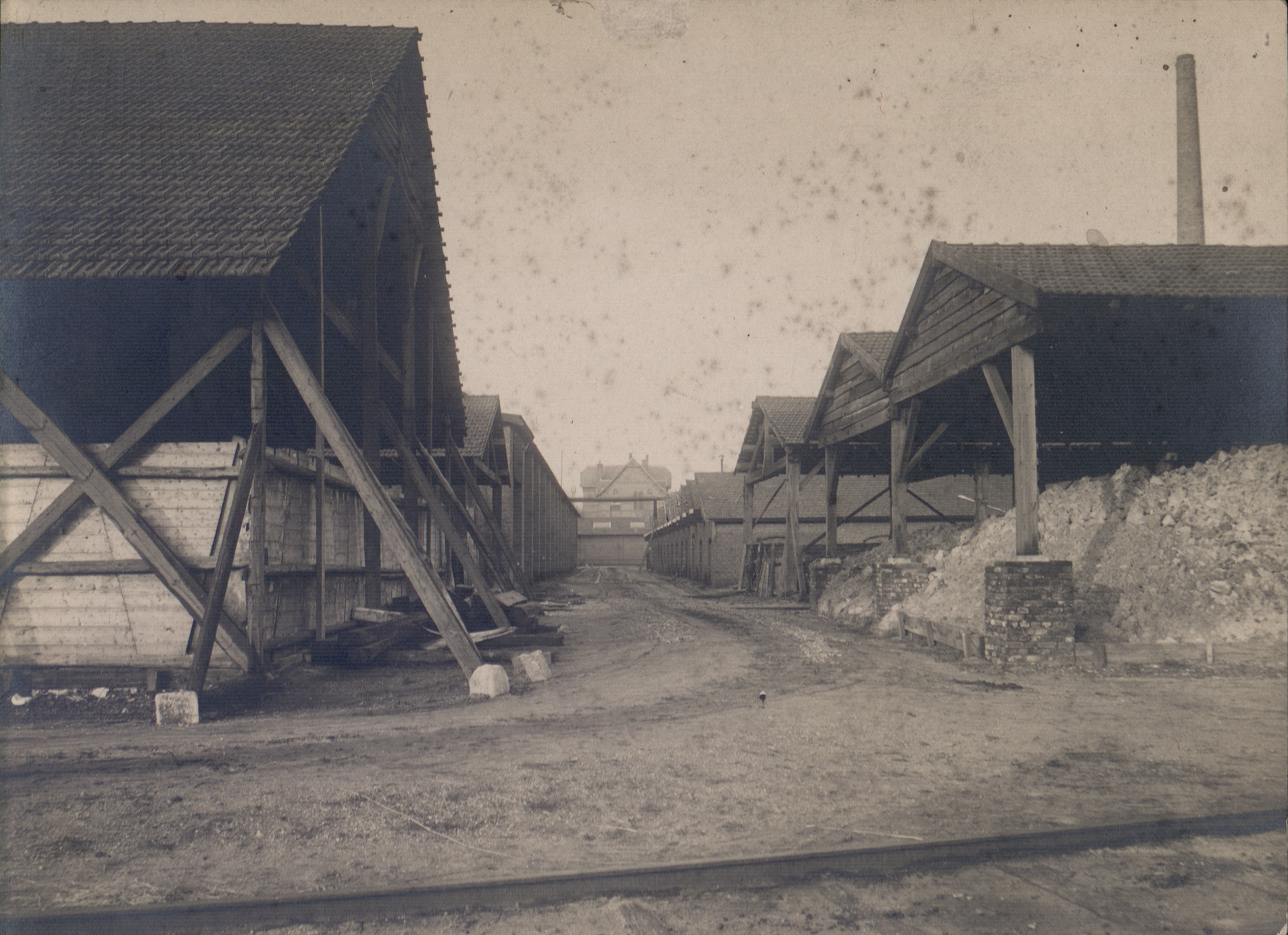
Opslagloodsen voor grondstoffen, 1912

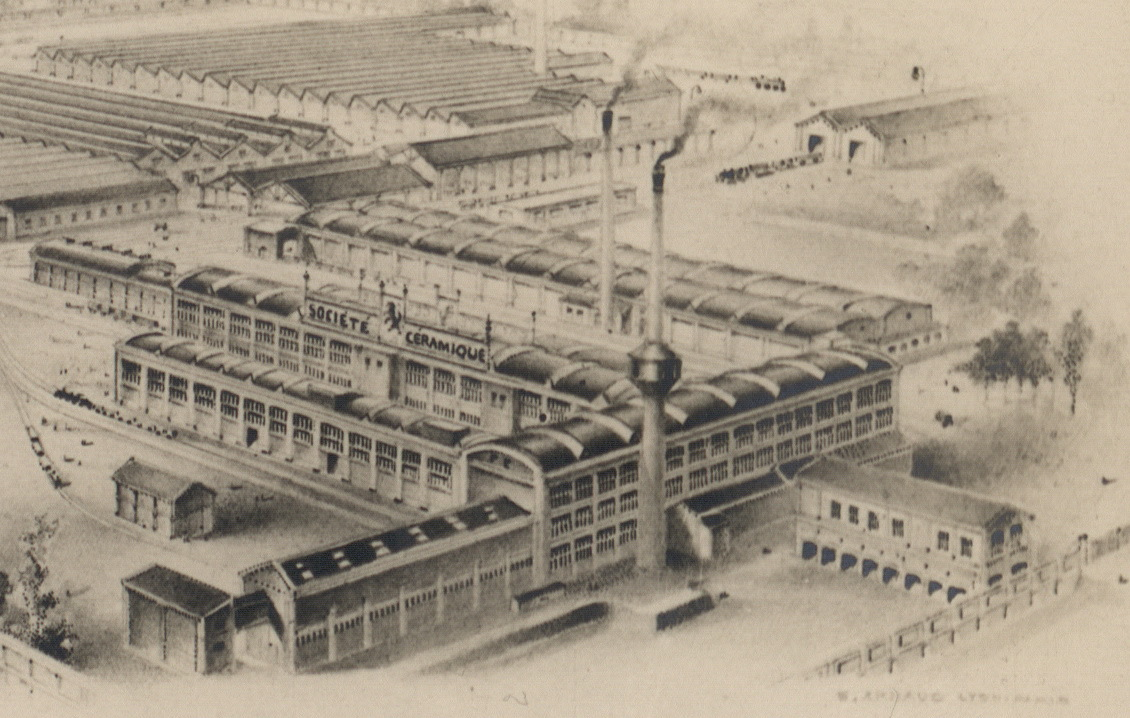
Detail van een ontwerp voor de hierboven afgebeelde fabrieksprent met een overzicht van de Division II (J.G. Wiebenga, 1912-13)

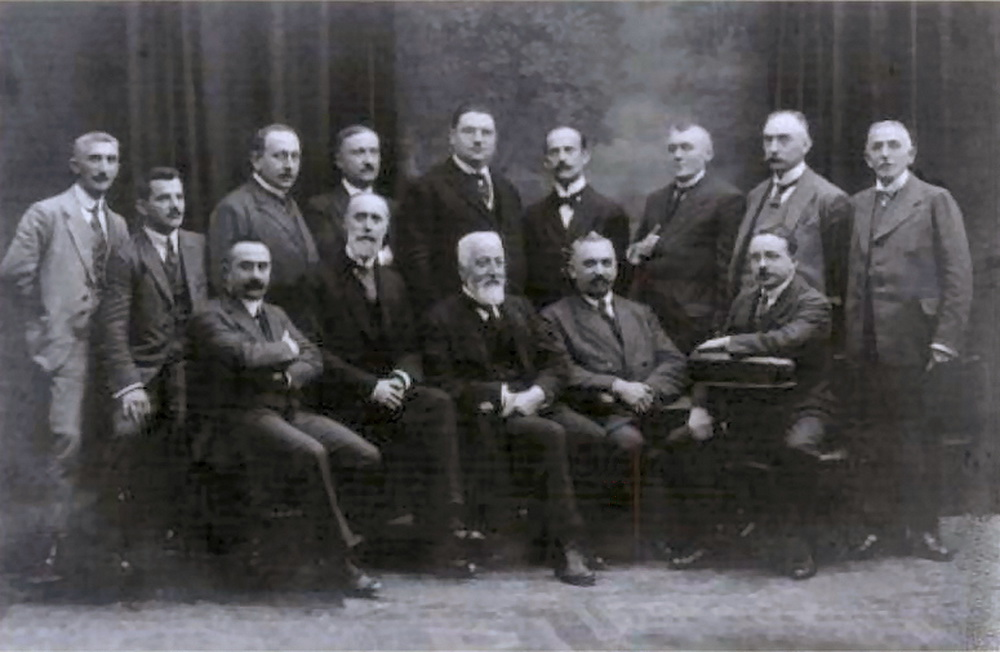
Bijeenkomst van keramiekproducenten in Brussel, 1921. Zittend, uiterst rechts: directeur E. Michel; naast hem ex-directeur P.J. Lengersdorff, directeur van Villeroy & Boch

### Periode Lengersdorff, Michel & De Meeûs (1913-1958)
Begin twintigste eeuw bestonden er plannen om het bedrijf sterk te laten groeien. Een belangrijke rol daarin speelde de Duitse ingenieur Peter Joseph Lengersdorff (1868-1925), die in 1902 als technisch directeur was aangesteld en in 1913 werd benoemd tot directeur-gérant. Jaunez deed na vijftig jaar een stapje terug, maar bleef nog enkele jaren aan als administrateur. Henri de Meeûs was inmiddels opgevolgd door zijn zoon Louis als president. Aanvankelijk werd gedacht aan een tweede vestiging in België, maar uiteindelijk werd gekozen voor uitbreiding van de bestaande fabriek in Wyck. Omstreeks 1912 benaderde Lengersdorff het Bredase betonconstructiebedrijf Stulemeyer en Co. voor de realisatie van een complex moderne fabriekshallen op het zuidelijk deel van het fabrieksterrein. De jonge ingenieur-constructeur Jan Gerko Wiebenga (1886-1974), die nog maar pas bij Stulemeyer in dienst was, ontwierp de zogenaamde Division II van de Société Céramique in de stijl van het nieuwe bouwen met betonskeletten en schaaldaken. Het in 1913 opgeleverde complex had een investering gevergd van circa 1 miljoen gulden. Van het complex resteert slechts het ingekorte deel van één hal, de Wiebengahal.
Bij het uitbreken van de Eerste Wereldoorlog werd het bedrijf door de Engelsen gedwongen Lengersdorff te ontslaan. Opvolger werd de jonge Belg Edgar Michel, die kort daarvoor als technisch directeur was aangesteld. Door de oorlogsomstandigheden daalde zowel de productie als het aantal personeelsleden (van 2000 tot 1400) scherp. Na de oorlog herstelde het bedrijf zich snel, mede door de beslissing om meer sanitair en minder serviesgoed te gaan produceren. Ter versterking van de sanitairfabricage nam de Société Céramique in 1921 het Belgische bedrijf S.A. Faïencerie de Nimy over met circa duizend personeelsleden. In 1928 volgde opnieuw een grote uitbreiding van het fabriekscomplex, Division III genoemd en bedoeld voor de grootschalige productie van sanitair. De uitbreiding werd gerealiseerd op het zuidoostelijk deel van het bedrijfsterrein, aan de Heugemerweg. De totale oppervlakte van het fabrieksterrein bedroeg in 1930 ongeveer 20 hectare; het bedrijf had toen circa 1200 werknemers in dienst. Door de crisis van de jaren dertig en de Tweede Wereldoorlog raakte het bedrijf in de rode cijfers, maar na de oorlog herstelde het zich snel. De voortgaande automatisering en het gebruik van continuovens betekende de sloop van veel verouderde gebouwen en installaties. De aardewerkfabriek in Nimy moest in deze periode sluiten. In 1956 werd de officiële naam van de onderneming gewijzigd in N.V. Keramische Industrie genaamd Céramique Maastricht.

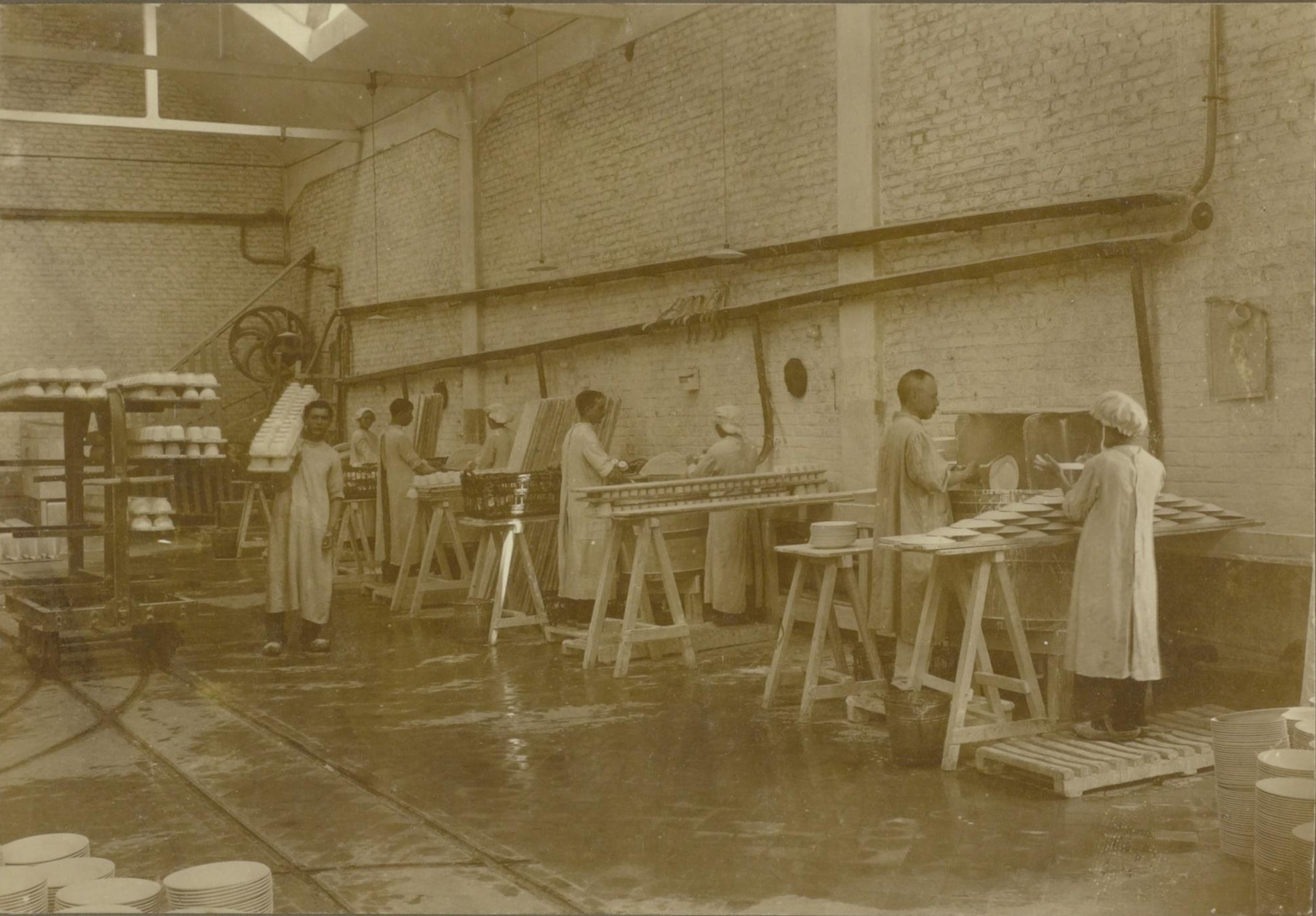
Mannen en vrouwen in de 'verniskamer', 1919
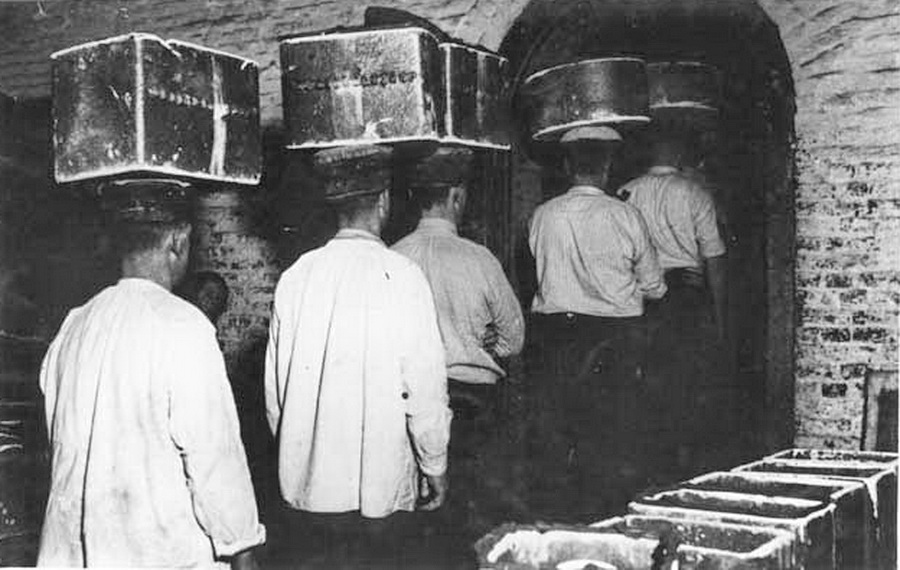
Mannen dragen casettes de oven in, 1930
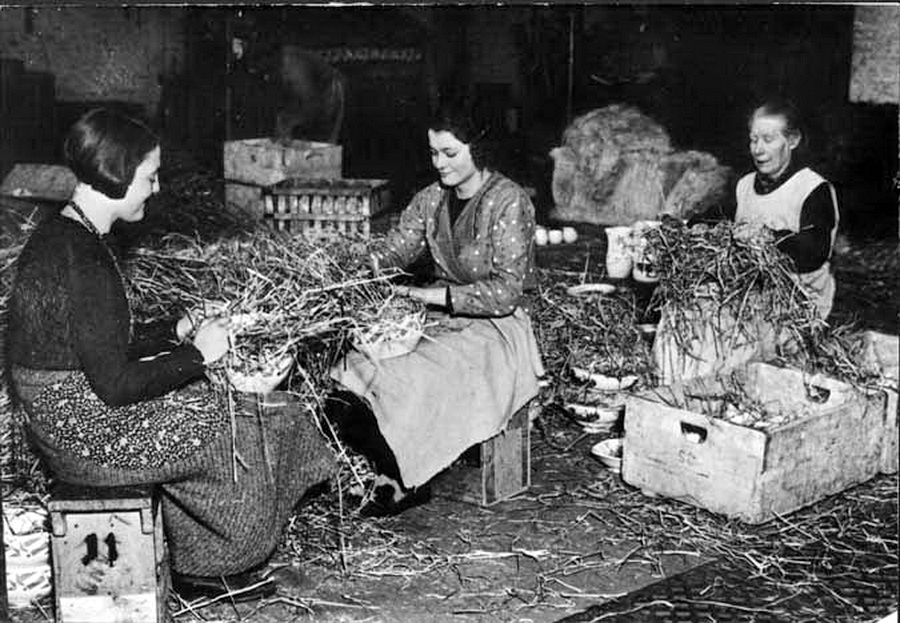
Vrouwen op de inpakafdeling, 1930
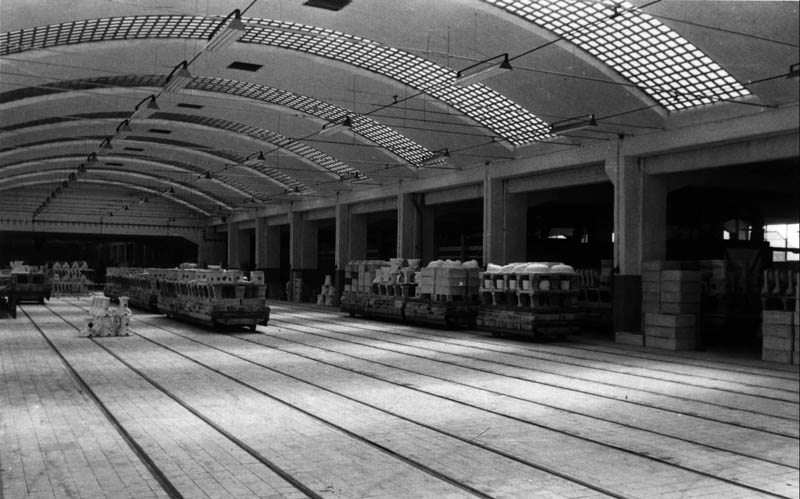
Expeditiehal, 1957

### Fusie, productiebeëindiging en herbestemming (1958-2010)

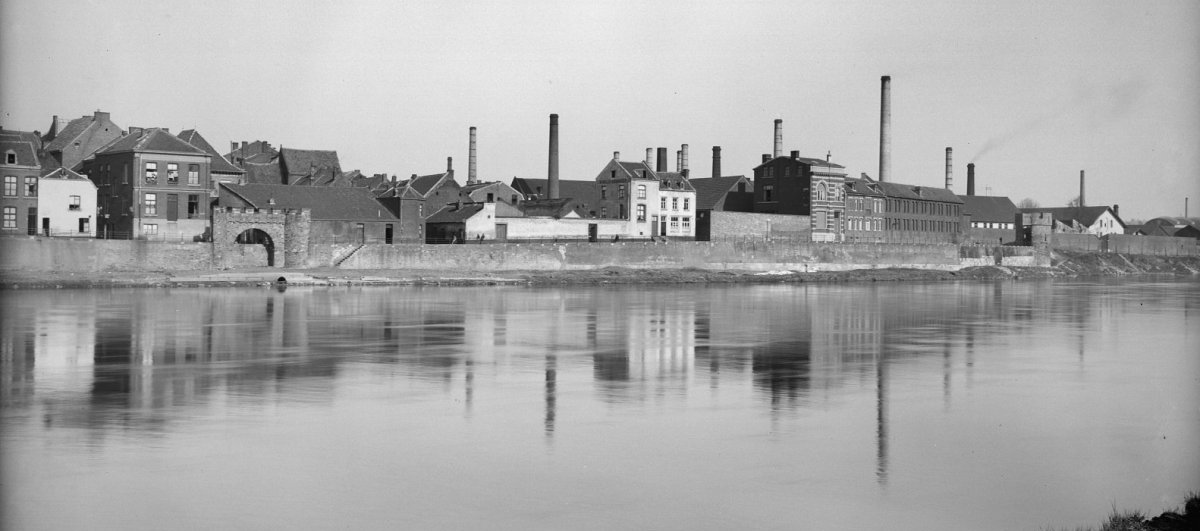
Wyck en het Céramique-terrein in 1974 met minstens twaalf fabrieksschoorstenen

In 1958 fuseerde het bedrijf met de voornaamste Maastrichtse concurrent, de N.V. De Sphinx v/h Petrus Regout & Co.. Céramique-directeur graaf C.A. de Meeûs d'Argenteuil, die in 1954 Edgar Michel was opgevolgd, nam zitting in de directie van het fusiebedrijf, evenals commercieel directeur K. van Hinloopen Labberton. Het nieuwe bedrijf heette aanvankelijk N.V. Sphinx-Céramique, vanaf 1960 N.V. Koninklijke Sphinx, en telde 4000 werknemers.
Aanvankelijk werd er nog wel geïnvesteerd in het fabriekscomplex op de rechter Maasoever, waar de sanitairproductie fors werd uitgebreid, maar na enkele jaren werd de productie geleidelijk verplaatst naar het terrein aan de Boschstraat. Op het fabrieksterrein in Wyck waren daarna nog enige jaren de filterzakjesfabriek Filtropa en de kaarsenfabriek Randwyck gevestigd.
In 1988 werd het voormalige terrein van de Société Céramique verkocht aan de gemeente Maastricht, waarna het gebied de bestemming kreeg van woon- en werklocatie, Céramique genoemd. De meeste gebouwen uit de tijd van de aardewerkfabricage werden gesloopt en op de vrijgekomen gronden verrezen vanaf circa 1993 prestigieuze woongebouwen, kantoren, een bibliotheek en een museum, vrijwel zonder uitzondering ontworpen door (internationaal) bekende architecten.
Nadat de Koninklijke Sphinx diverse malen was gefuseerd met buitenlandse sanitairproducenten, beëindigde de toenmalige eigenaar, het Finse Sanitec, in 2010 alle productieactiviteiten in Maastricht.

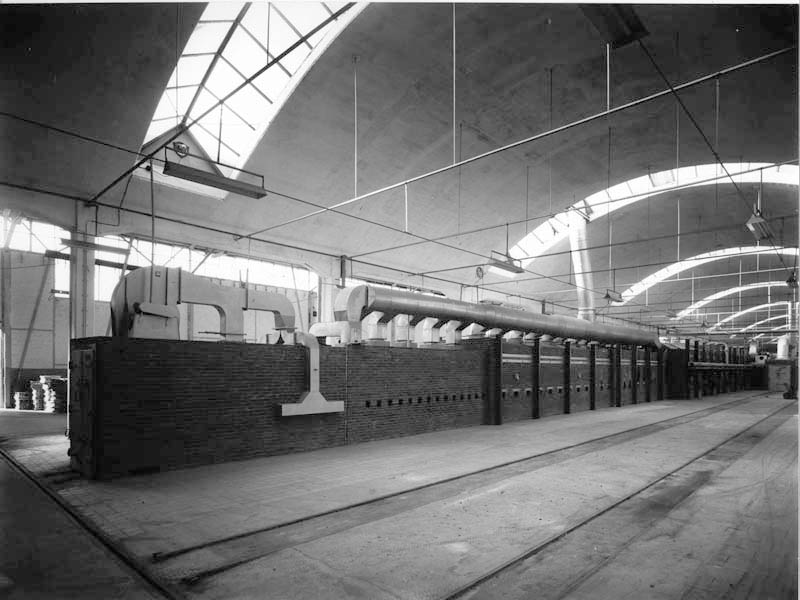
Deels geautomatiseerde tunneloven, 1960
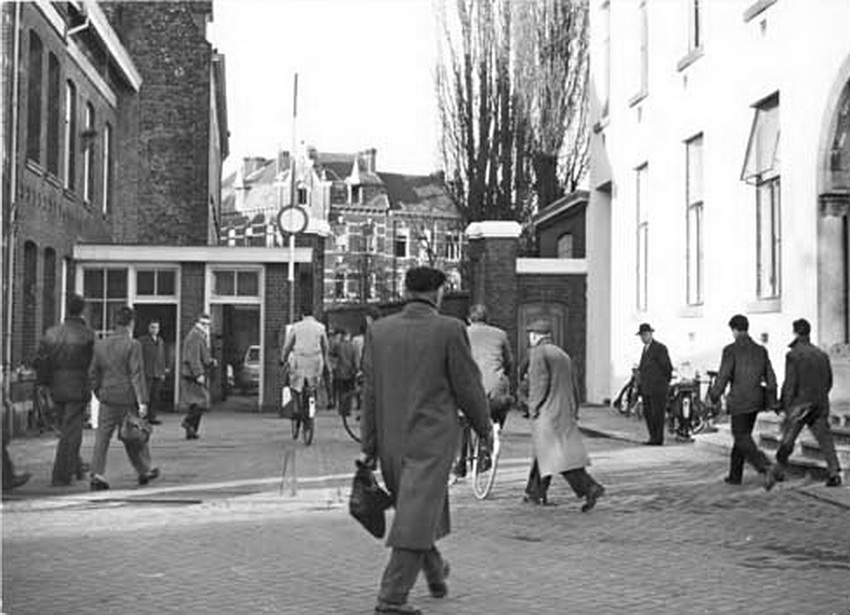
Het uitgaan van de fabriek, 1961
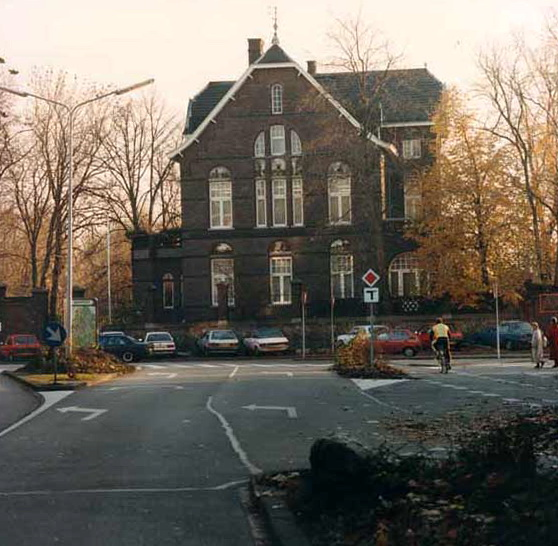
Villa Defesche, ca. 1980; in 1990 gesloopt
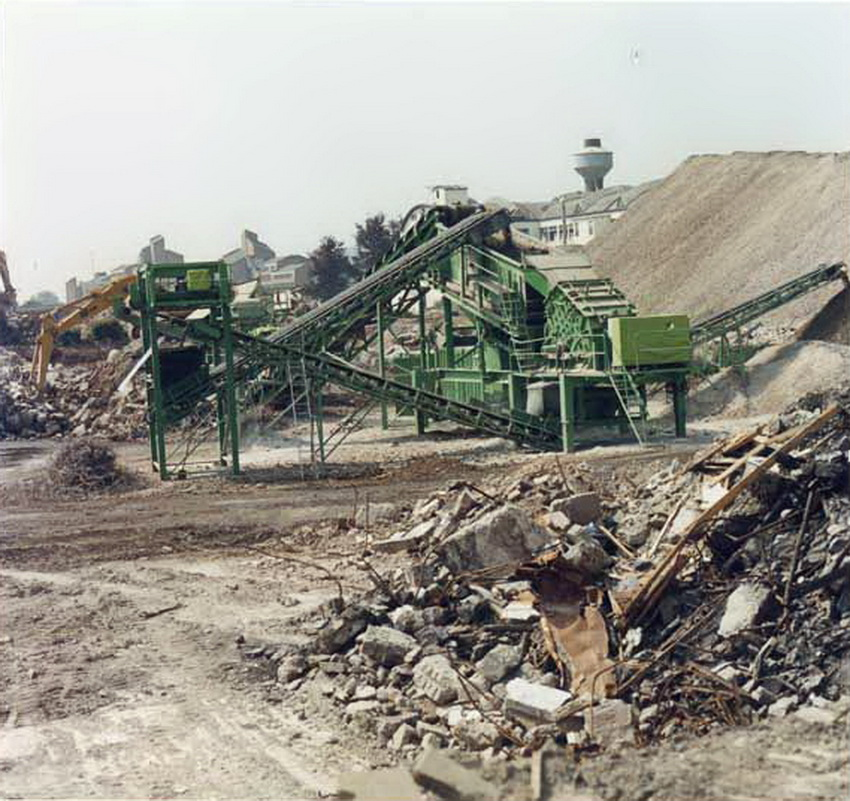
De sloop bijna voltooid, 1991

## Industrieel erfgoed

### Gebouwen
Van het grote fabriekscomplex zijn slechts enkele industriële monumenten bewaard gebleven: de Wiebengahal, de Bordenhal, het woonhuis van fabrieksdirecteur Jaunez en een deel van de fabrieksmuur langs de Heugemerweg. De twee eerstgenoemde zijn rijksmonumenten; de laatste twee gemeentelijke monumenten. Daarnaast bevindt zich in het Charles Eyckpark een molensteen, eigenlijk een maalvloer van een kollergang, eveneens een restant van de Société Céramique en eveneens een gemeentelijk monument.

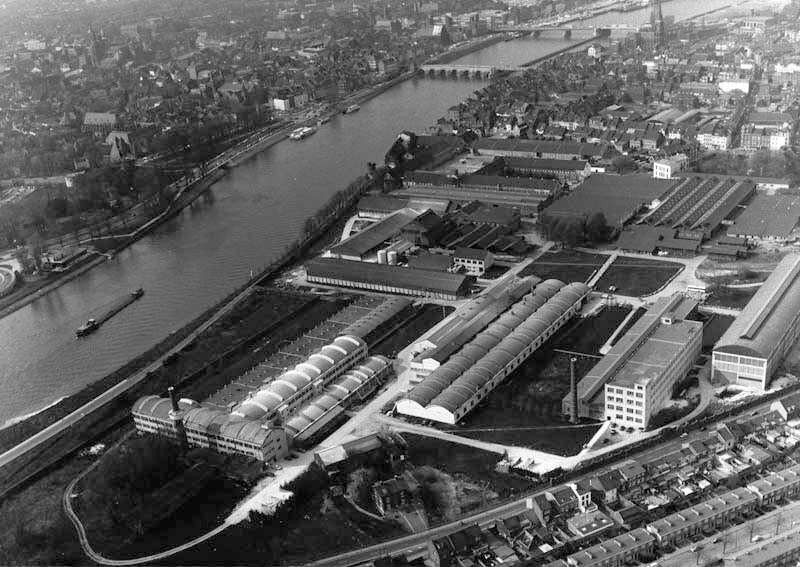
Luchtfoto van het fabrieksterrein in 1974

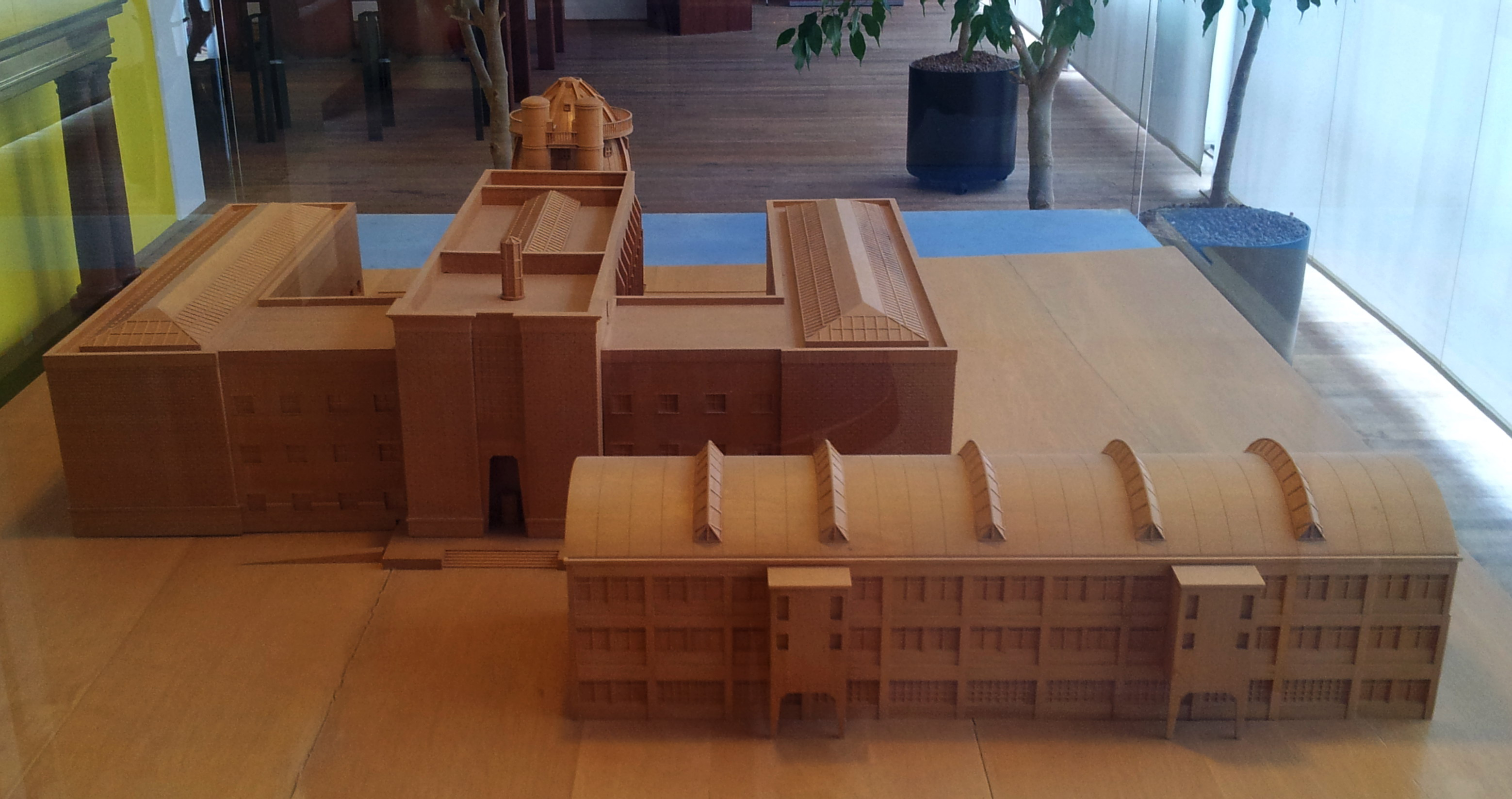
Maquette van het Bonnefantenmuseum en de Wiebengahal door Aldo Rossi

De Wiebegahal aan de Avenue Céramique is een relatief bescheiden overblijfsel van de in 1912 in aanbouw genomen fabrieksuitbreiding Division II. De gebouwen waren ontworpen door de architect-constructeur Jan Gerko Wiebenga in een vroege vorm van nieuwe zakelijkheid. Zeer vernieuwend zijn de draagconstructies van beton met kolommen en balken, en de eveneens betonnen schaaldaken, waarin dwarse lichtkappen zijn geplaatst. De gevelvlakken tussen het betonskelet zijn met metselwerk ingevuld, waarin gietijzeren vensters zijn aangebracht. Bij de eerste plannen voor de herinrichting van het Céramique-terrein eind jaren 1980 was het nog de bedoeling een groter deel van het complex, inclusief de kenmerkende schoorsteen met waterreservoir, te behouden, maar dat bleek uiteindelijk niet mogelijk. Het gespaarde deel, de 60 m lange Wiebengahal, werd gerenoveerd door Aldo Rossi en was enige tijd in gebruik door het Bonnefantenmuseum, dat hier enkele grote sculpturen tentoonstelde. Al snel bleken de beelden hier niet tot hun recht te komen. Ook de Maastrichtse dépendance van het Nederlands Architectuur Instituut bleef niet lang. In een deel van het gebouw is tegenwoordig de Stichting Restauratie Atelier Limburg (SRAL) gevestigd.
De Biscuit- of Bordenhal op het Plein 1992 (zuidzijde) is een bewaard gebleven productiehal uit circa 1880 in traditioneel-ambachtelijke stijl. Het was aanvankelijk een fabriekje voor het inbranden van bisquitaardewerk, later voor het inbranden van glazuur en het maken van borden. Het is een langgerekt bouwwerk van baksteen dat geheel wit geschilderd is. De kopgevel aan de Maaszijde heeft twee karakteristieke stalen rondboogvensters en een rond stalen topgevelvenster. Kenmerkend is de dakconstructie van stalen Polonceau-spanten die rusten op steunberen die aan de buitengevels zichtbaar zijn. Het middendeel van de houten dakconstructie is verhoogd, waardoor de hal een hoge lichtinval krijgt. In 1951 werd de hal verbouwd, waarbij het aantal lichtvlakken in het dak werd uitgebreid. Een jaarsteen herinnert aan de verbouwing. In 1998-1999 werd het bouwwerk gerenoveerd door architect Jo Coenen en ingericht tot theaterzaal voor Theatergroep Het Vervolg (sinds 2009 Toneelgroep Maastricht).
De Villa Jaunez aan de Stenenwal/Maaspuntweg is een laatnegentiende-eeuws, deels vrijstaand herenhuis, dat in 1999 zowel uitwendig als inwendig sterk is verbouwd naar plannen van Jo Coenen. Het maakt sindsdien deel uit van het kantoorgebouw Maaskantoren. De hoge voorgevel heeft een plint van grijze natuursteen en daarboven speklagen van natuur- en baksteen. Op de begane grond bevindt zich de entree met de oorspronkelijke dubbele paneeldeur en een vierkant venster met ingebouwd rolluik. De eerste verdieping bevat een smal rechthoekig venster en een breed rondboogvenster met een hardstenen omlijsting. Alle vensters hebben glas-in-loodbovenlichten. Boven de kroonlijst met consoles bevindt zich nog een lage mezzanino met vijf kleine ronde vensters. Het vrij vlakke lessenaardak is geheel vernieuwd. In de zijgevel, die oorspronkelijk niet vrijliggend was, zijn in 1999 vensteropeningen aangebracht die een blik gunnen op het interieur met onder andere een fin de siècle trappenhuis en stucdecoraties. Een niet-historisch grachtje verbindt het oude gebouw met de achtergelegen nieuwbouw aan de noordzijde van Plein 1992, die bestaat uit glazen vliesgevels en een wit gestucte luifel met stalen lamellen op slanke kolommen. De tuinmuur van Villa Jaunez is aan de noordzijde deels bewaard gebleven in de uitbreiding van het toenmalige Hotel Maastricht (nu Crowne Plaza Maastricht).
Aan de oostzijde van het voormalige fabrieksterrein strekt zich langs de Heugemerweg een deel van de fabrieksmuur van de Société Céramique uit. De muur van bruine baksteen bestaat uit min of meer vierkante muurvakken, die tussen pijlers opgemetseld zijn. De pijlers zijn iets hoger en gedekt met betonnen afdekplaten, die de vorm hebben van een diamantkop. Bij de muurvlakken bestaat de afdekking uit een gemetselde ezelsrug, met aan de straatzijde siermetselwerk in de vorm van een kartelrand. De meeste muurvakken zijn omstreeks 2000 gedeeltelijk opengebroken en met stalen balken verstevigd om de achterliggende woningen een grotere transparantie te bieden. Bij enkele muurvakken is er voor gekozen om de muur tot op de helft te verlagen, waarbij de pijlers hun oorspronkelijke hoogte hebben behouden. Waar de muurvakken nog intact zijn, is het originele siermetselwerk met geometrische motieven in gele baksteen te zien. In de muur bevinden zich nog twee oorspronkelijke rondboogpoorten. In het meest zuidelijke muurvak is een gedenksteen ingemetseld van het pompstation van de Rotterdamse Waterleiding Exploitatie-Maatschappij, dat zich elders op het Céramique-terrein bevond.

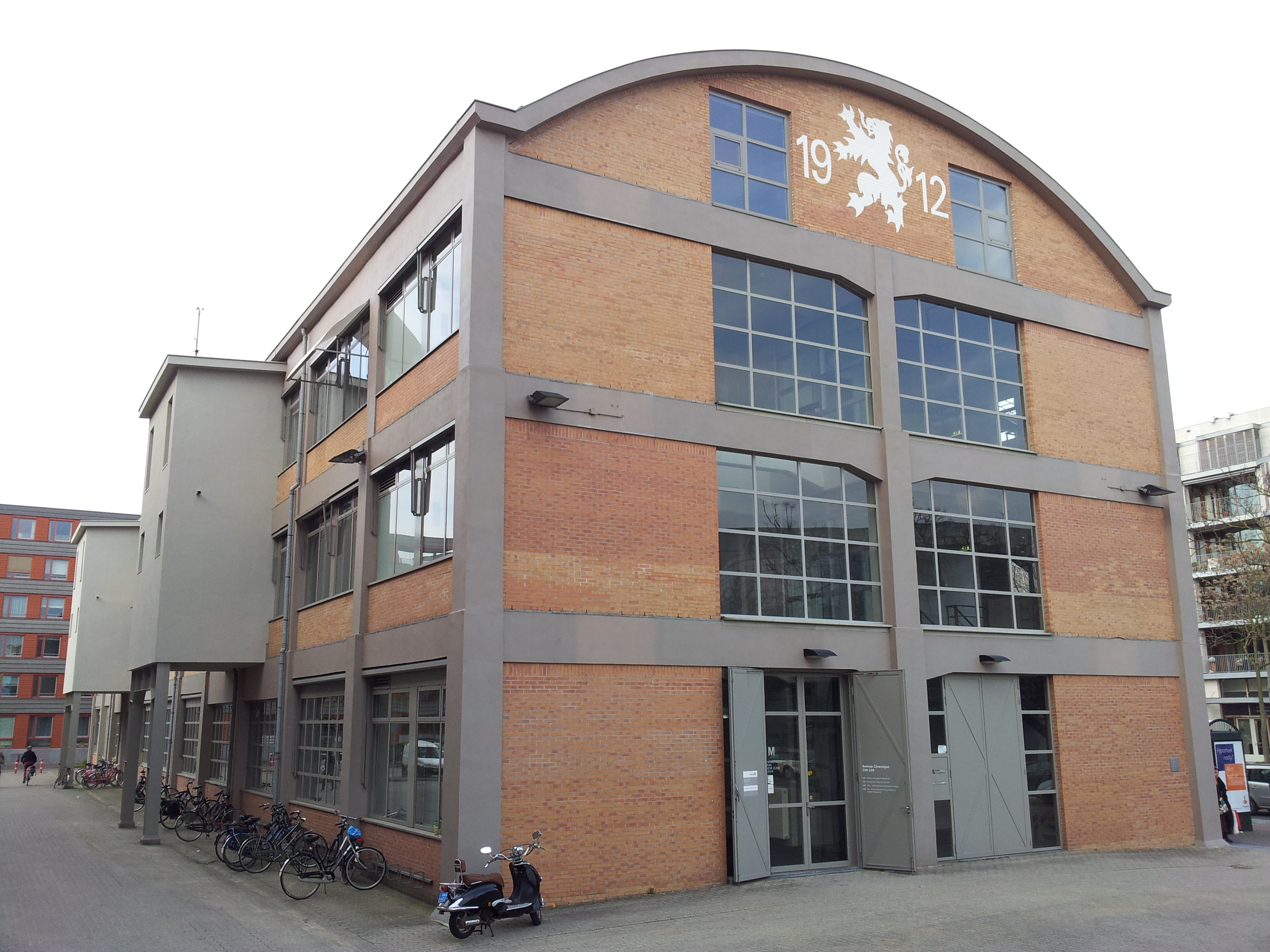
Wiebengahal
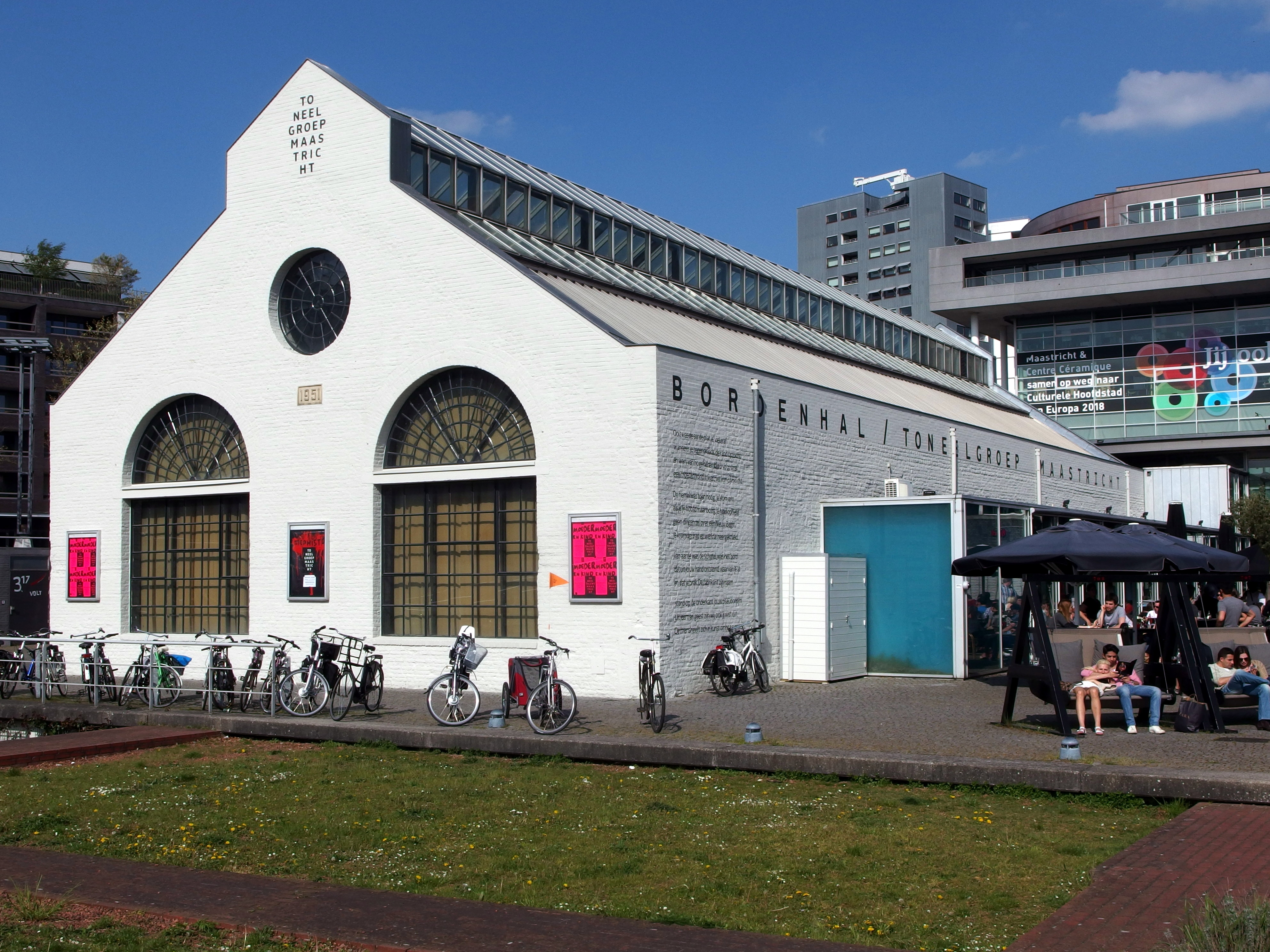
Bordenhal
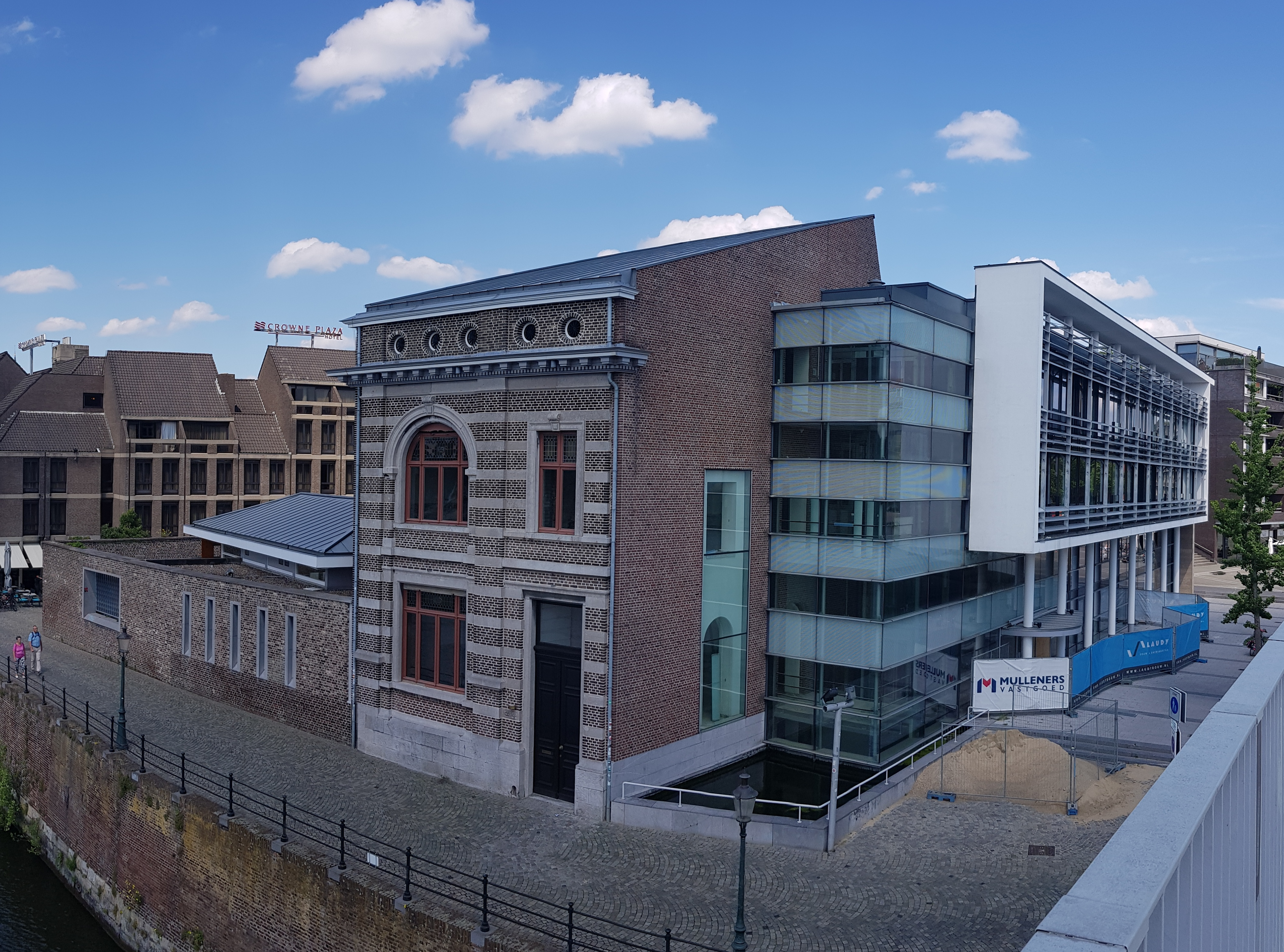
Villa Jaunez & Maaskantoren
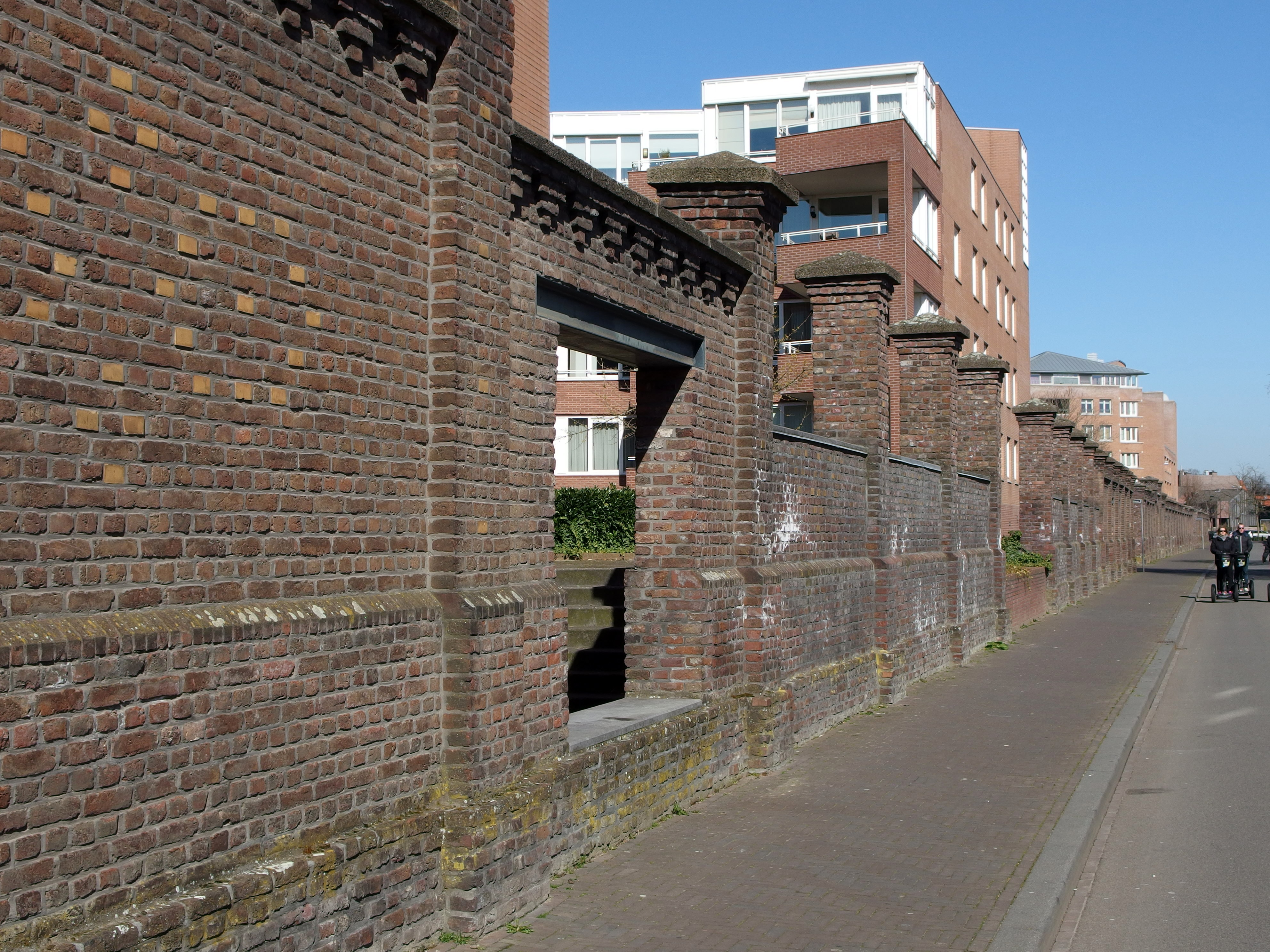
Fabrieksmuur Heugemerweg

### Producten

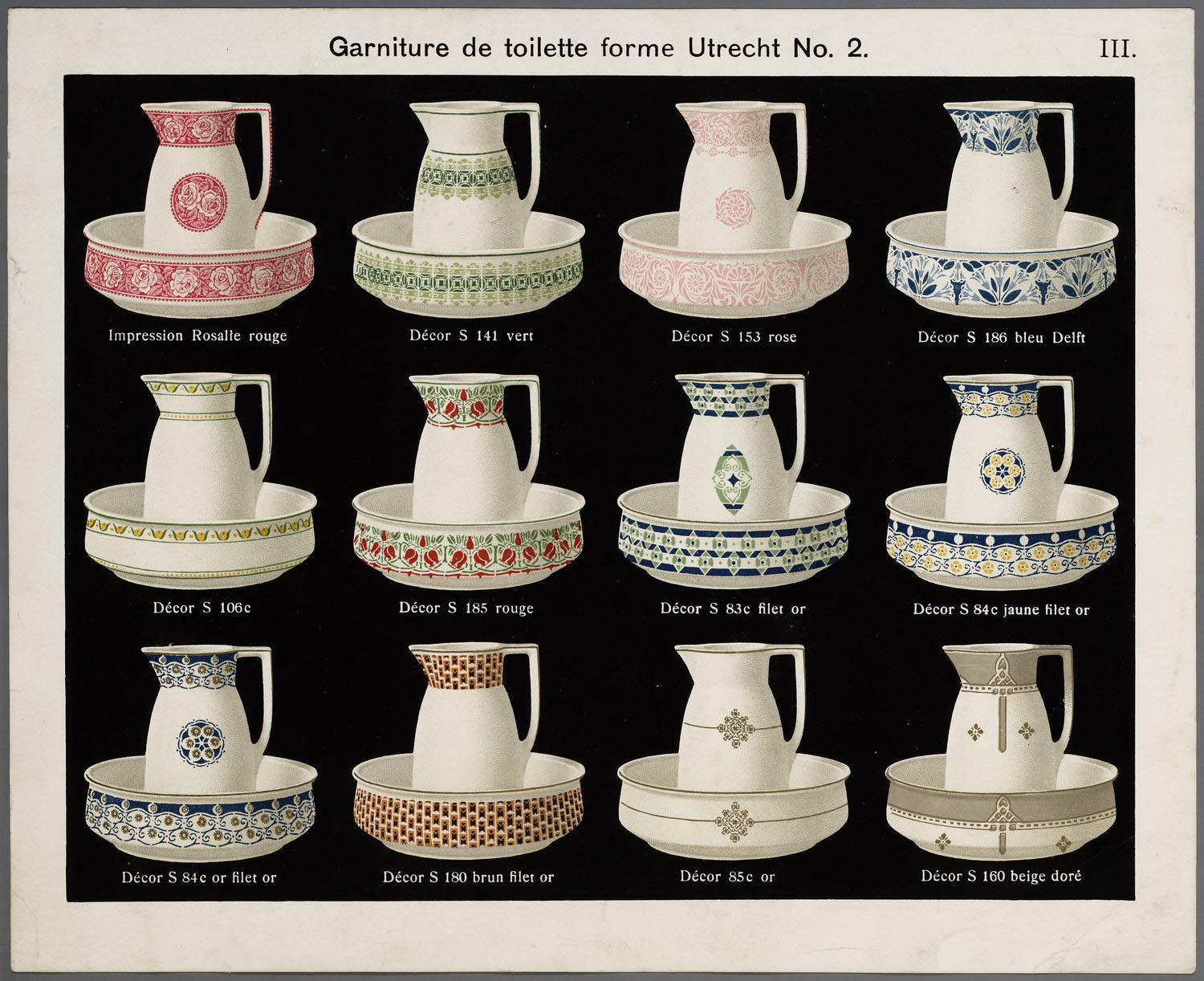
Lampetstellen, model "Utrecht No. 2" met verschillende decors, ca. 1900

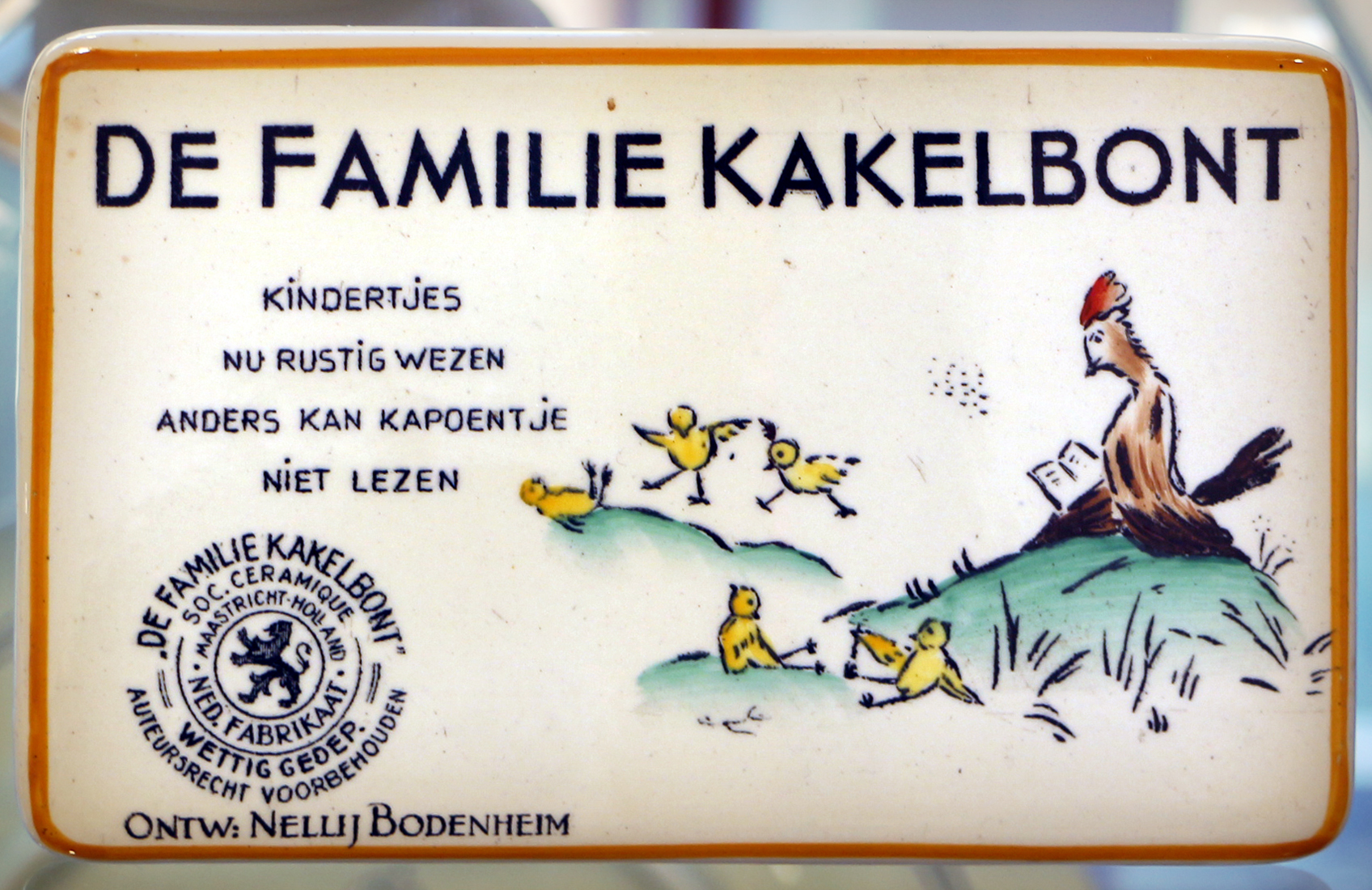
Reclamebordje voor De Familie Kakelbont, 1932 (Bonnefantenmuseum, Maastricht)

Société Céramique produceerde vooral huishoudelijk gebruiksaardewerk en sieraardewerk. De volgende serviesonderdelen zijn in de loop der tijden bij het bedrijf geproduceerd: diepe, platte en ontbijtborden, soepkoppen met schotels, soepterrines, opdienschalen, dekschalen, aspergeschalen, broodschalen, dienbladen, slabakken, slacouverts, kaasplanken (zeldzaam), kaasstolpen, vleesschaaltjes, botervloten, jampotjes met deksel, puddingvormen, eierdopjes, zoutvaatjes, bekers, kop en schotels, mokka kop en schotels (zeldzaam), theepotten, koffiepotten, melkkannen, suikerpotten, dessertbordjes, gebakstellen, bonbonschaaltjes, koektrommels, theelichtjes en asbakken (soms met reclame).
Een product waarmee de fabriek veel succes had was het lampetstel. Een lampetstel was een badkamerset voor op een kommode of nachtkastje en bestond uit een waskom, waterkan, zeep- en kammenbakje, soms ook met bijpassende po. Er zijn honderden verschillende lampetstellen gemaakt door de fabriek, in verschillende vormen en motieven. De vorm of het model van het stel staat meestal in reliëf onder op de kan of het bekken. Enkele voorbeelden van lampetstelmodellen zijn: Utrecht, Leiden, 's-Gravenhage en Amstel.
Gretig aftrek vonden ook de jubileum- en herdenkingsborden, waarvan de fabriek er talloze heeft geproduceerd, deels in opdracht van bedrijven, instellingen en particulieren.
In 1924 werd De Familie Kakelbont, een kinderservies uitgebracht. De afbeeldingen waren van Nelly Bodenheim en de versjes van Lizzy Ansingh. In 1936 werd dit servies opnieuw uitgebracht.

#### Decors

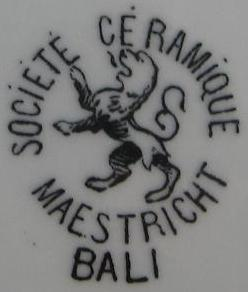
Beeldmerk met decornaam "Bali"

Enkele decornamen die gebruikt werden door de Société Céramique zijn:
- Bali
- Beatrix (zwart, blauw, rood, groen, zwart met goudrandjes).
- Boerenhoeve (zwart, blauw, rood, veelkleurig), werd ook door Sphinx gebruikt.
- British Castles (blauw, rood).
- Butterfly (blauw; productvoorstellen voor zwart en rood nooit op de markt gebracht).
- Peacock (zwart, blauw, rood, groen).
- Haan (blauw, veelkleurig).
- Japon (roodbruine rand, decor op witte achtergrond)
- Visscher (donkerblauw), voor wandborden.
- Teadrinker (zwart, blauw, rood).
- Landschap (zwart, blauw, rood), bestaande uit zomer- en winterlandschap.
- Old England (blauw, rood), werd ook door Sphinx gebruikt.
- Braambes (veelkleurig), voor dienbladen en onderzetters.

Tijdens de Tweede Wereldoorlog werden bloemdecors gebruikt zonder decornaam en zonder stempel.

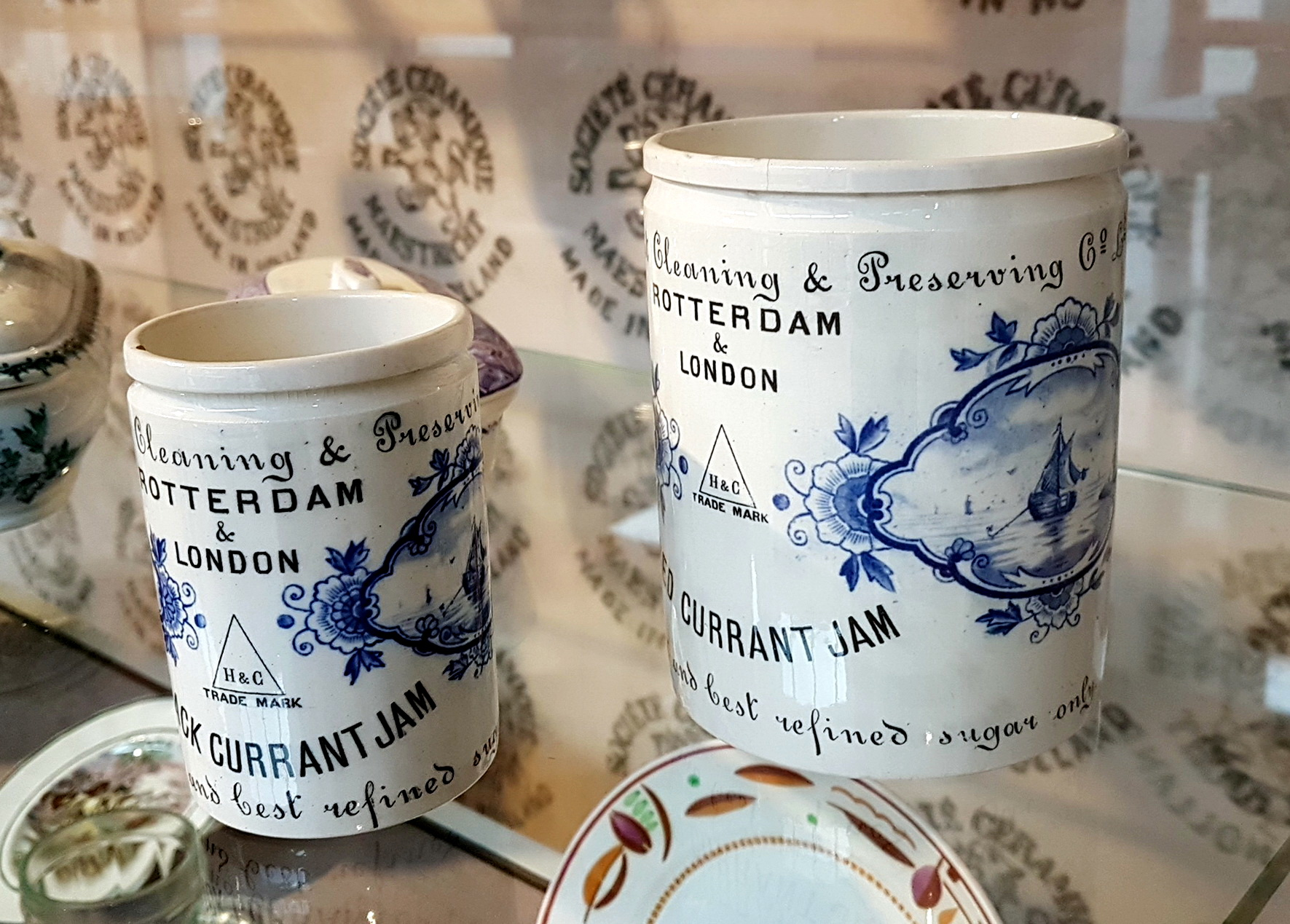
Jampotjes voor de exportmarkt, ca. 1900
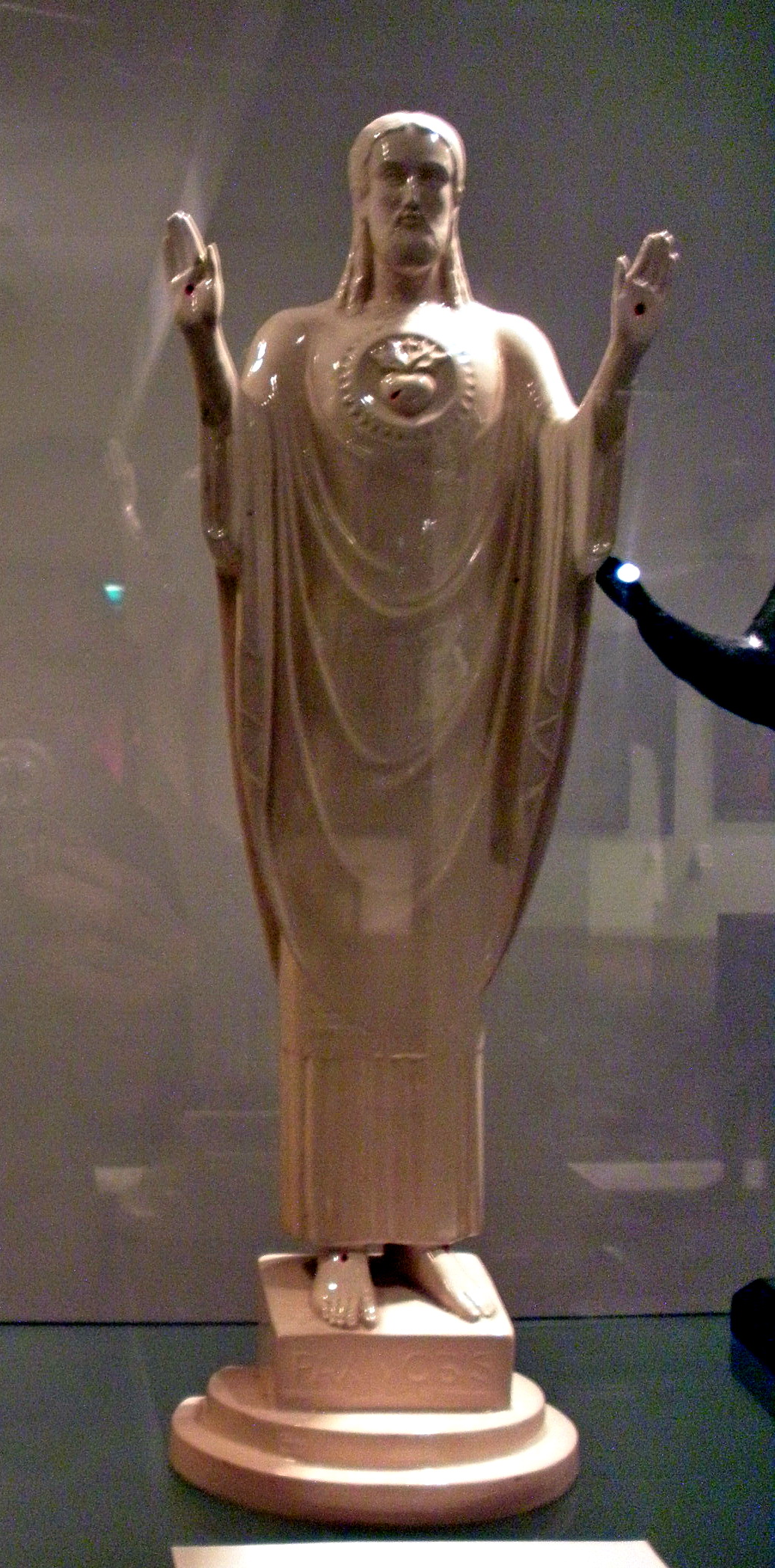
Heilig Hartbeeldje, 1916
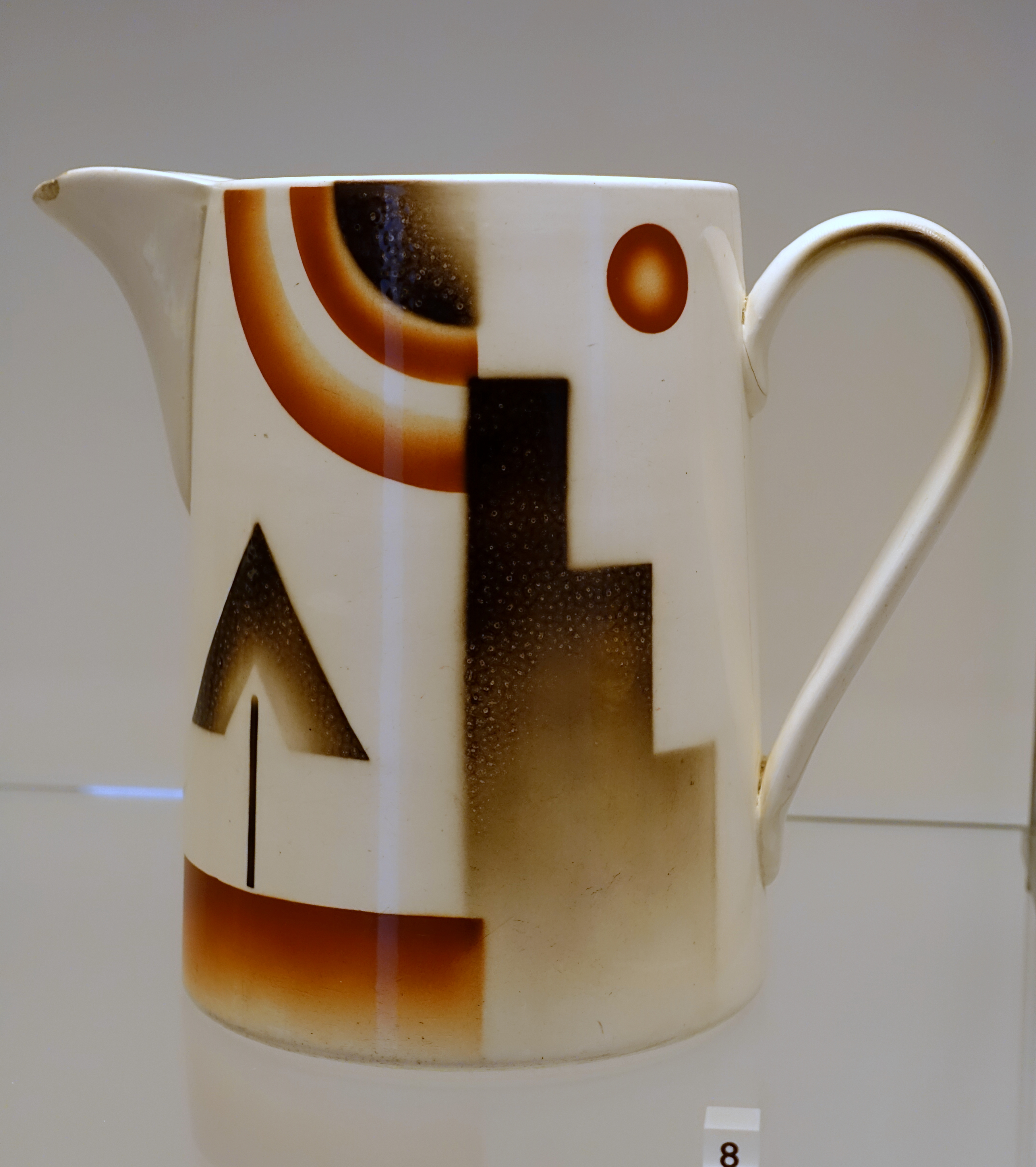
Lampetkan in art-decostijl, ca. 1930
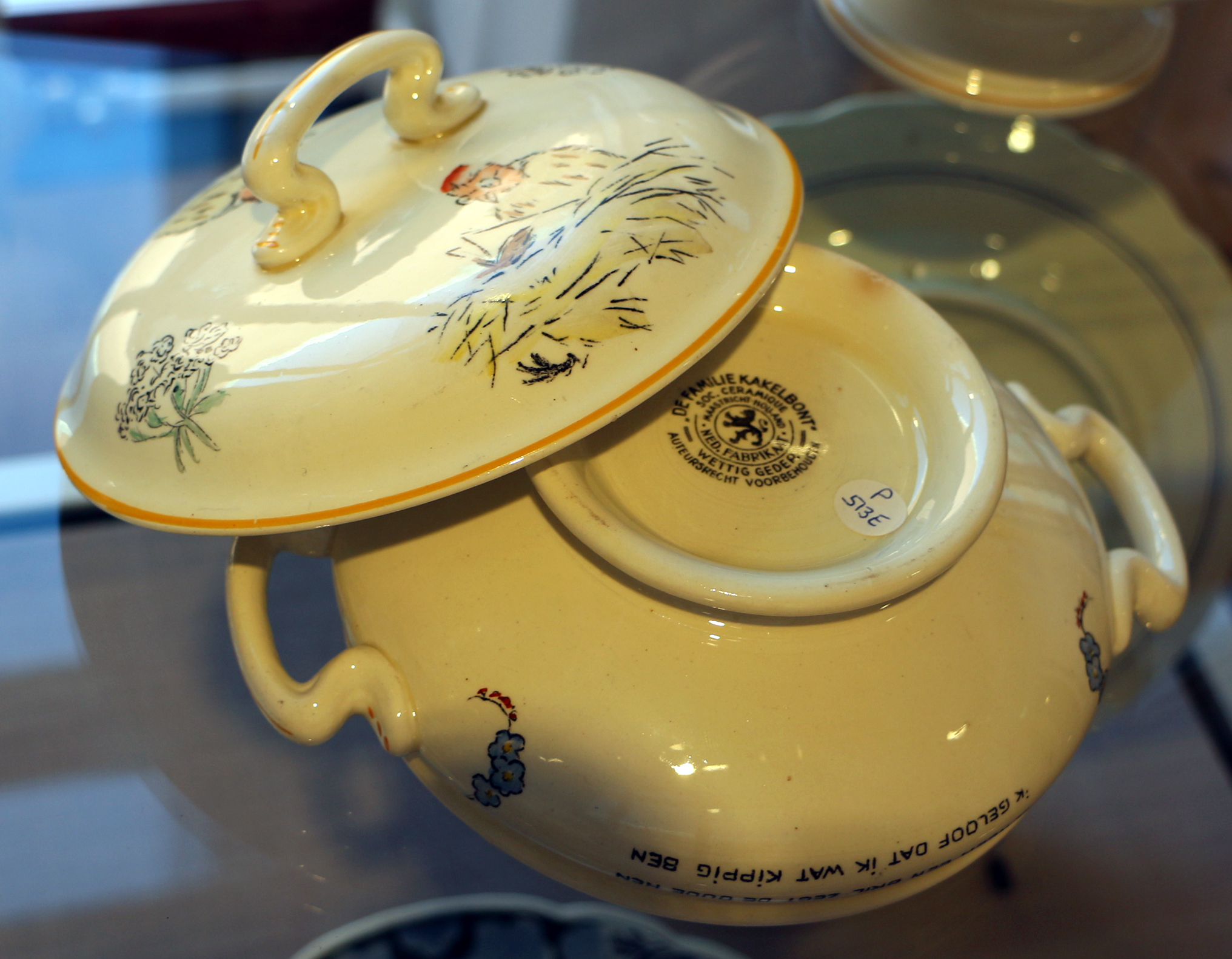
Dekschaal "De Familie Kakelbont", 1936
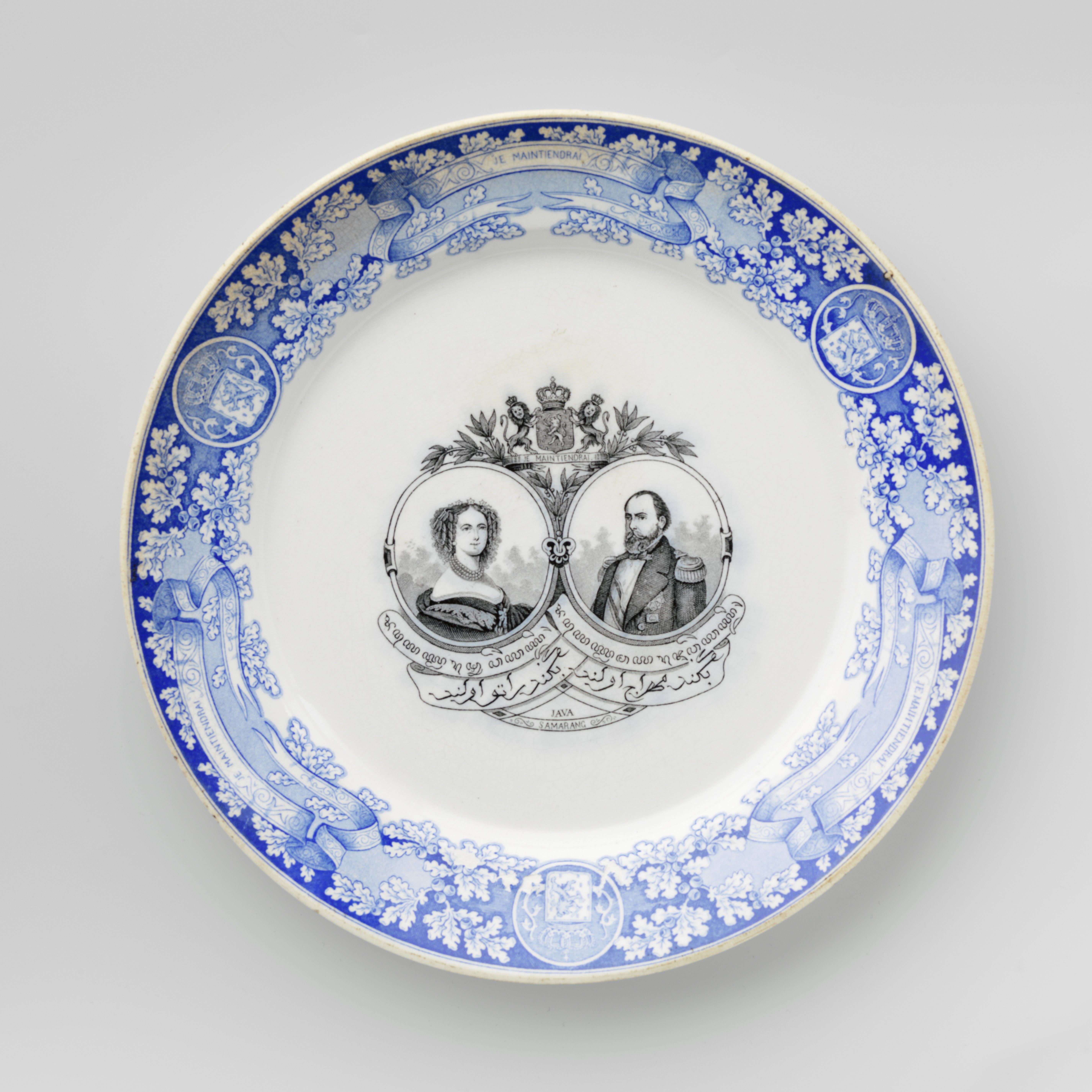
Herinneringsbord Willem III en Sophia van Württemberg voor Javaanse markt, vóór 1877
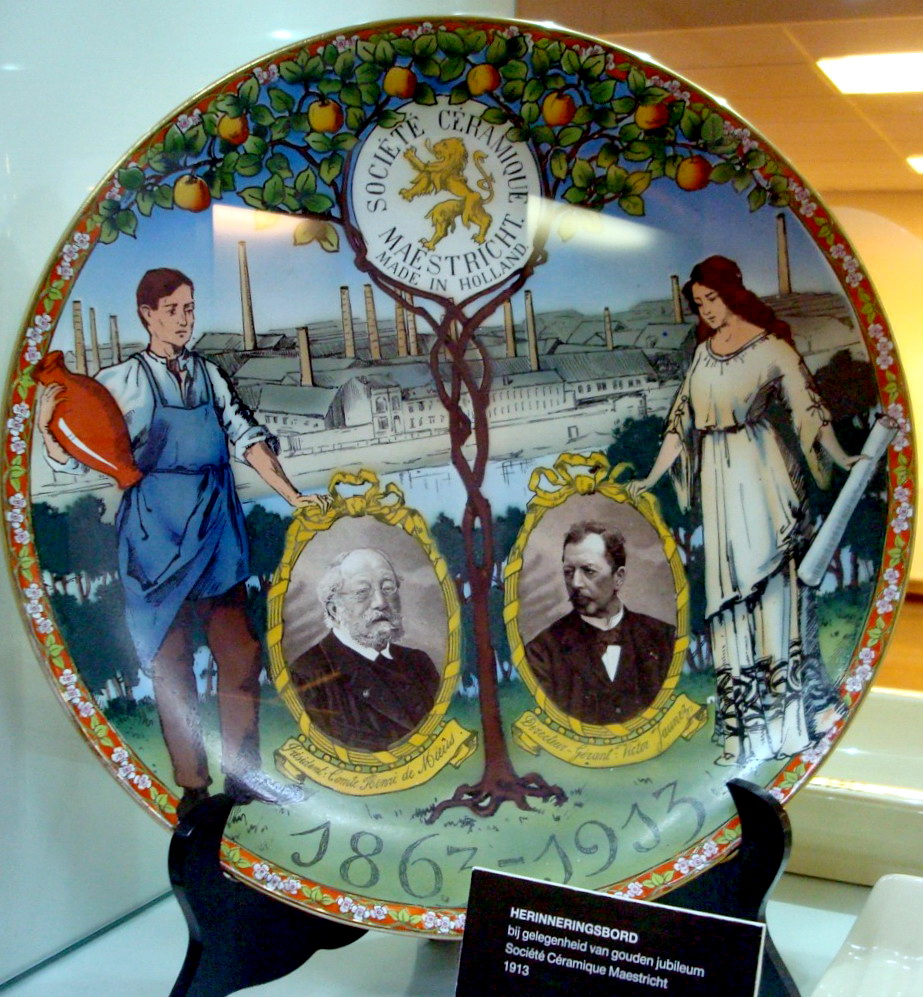
Jubileumbord 50 jaar Société Céramique, 1913
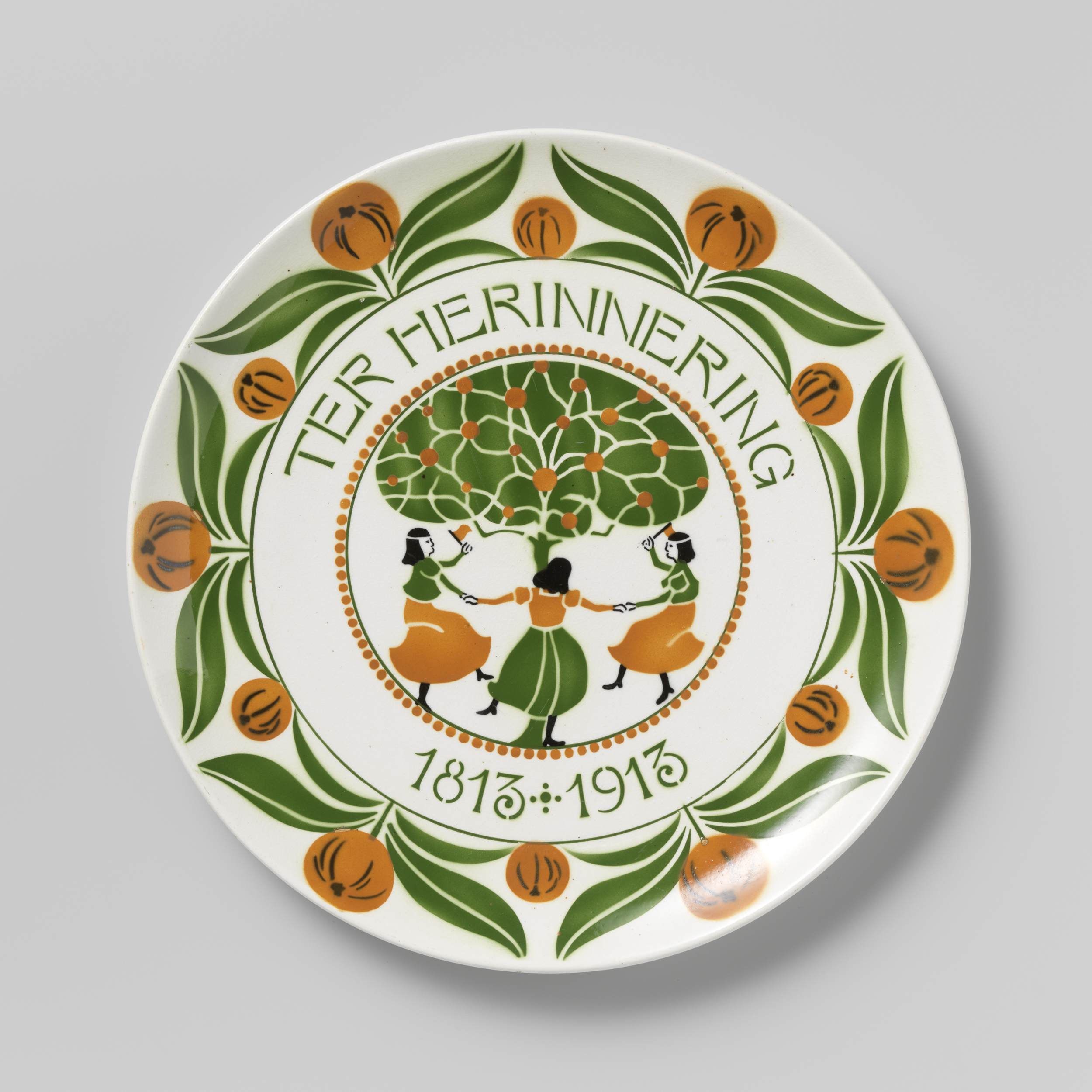
Herinneringsbord 100 jaar Koninkrijk der Nederlanden, 1913
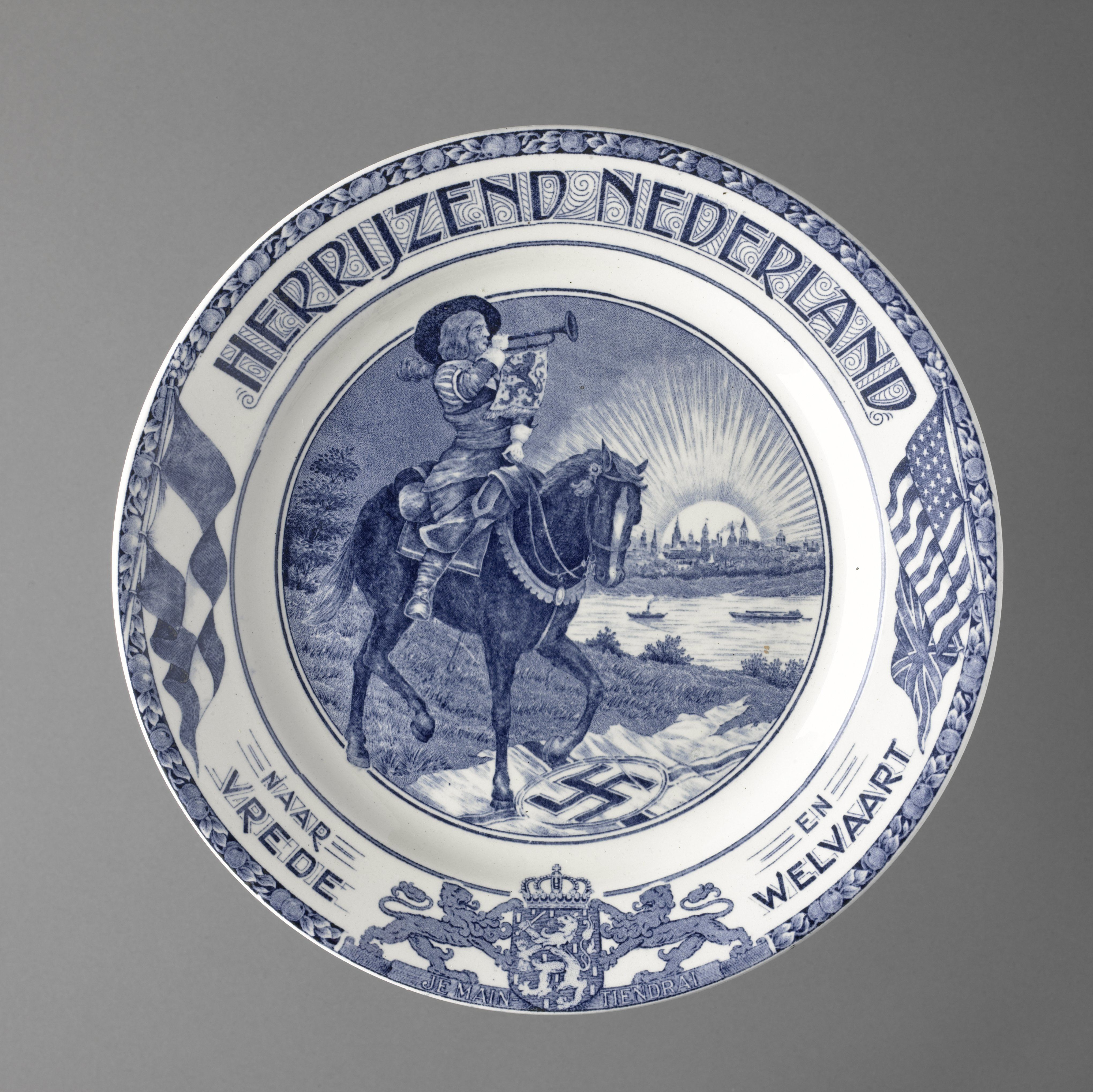
Herinneringsbord "Herrijzend Nederland", ca. 1945